# Mirande
Pour les articles homonymes, voir Mirande (homonymie).
Mirande est une commune française, sous-préfecture, située dans le sud du département du Gers en région Occitanie. Sur le plan historique et culturel, la commune est dans le pays d'Astarac, un territoire du sud gersois très vallonné, au sol argileux, qui longe le plateau de Lannemezan.
Exposée à un climat océanique altéré, elle est drainée par la Baïse, le Lizet, le ruisseau du Rieutort et par divers autres petits cours d'eau.
Mirande est une commune rurale qui compte 3 442 habitants en 2022. Elle est dans l'agglomération de Mirande et fait partie de l'aire d'attraction de Mirande. Ses habitants sont appelés les Mirandais ou Mirandaises.
Le patrimoine architectural de la commune comprend deux  immeubles protégés au titre des monuments historiques : l'église Notre-Dame, classée en 1921, et la tour de Rohan, inscrite en 1948.

## Géographie

### Localisation
Mirande est une commune de Gascogne située dans l'Astarac en Pays d'Auch. Elle est le centre d'une unité urbaine et de l'aire urbaine de Mirande.

### Communes limitrophes
Les communes limitrophes sont Berdoues, Estipouy, Idrac-Respaillès, Miramont-d'Astarac, Monclar-sur-Losse, Montesquiou, Mouchès, Saint-Martin et Saint-Médard.
Mirande est limitrophe de neuf autres communes.
| Estipouy, Montesquiou | Mouchès  | Miramont-d'Astarac |
| Monclar-sur-Losse     | Mirande  | Idrac-Respaillès   |
| Saint-Martin          | Berdoues | Saint-Médard       |

### Géologie et relief
La superficie de la commune est de 2 342 hectares ; son altitude varie de 139  à   268 mètres.
Mirande se situe en zone de sismicité 2 (sismicité faible).

### Hydrographie

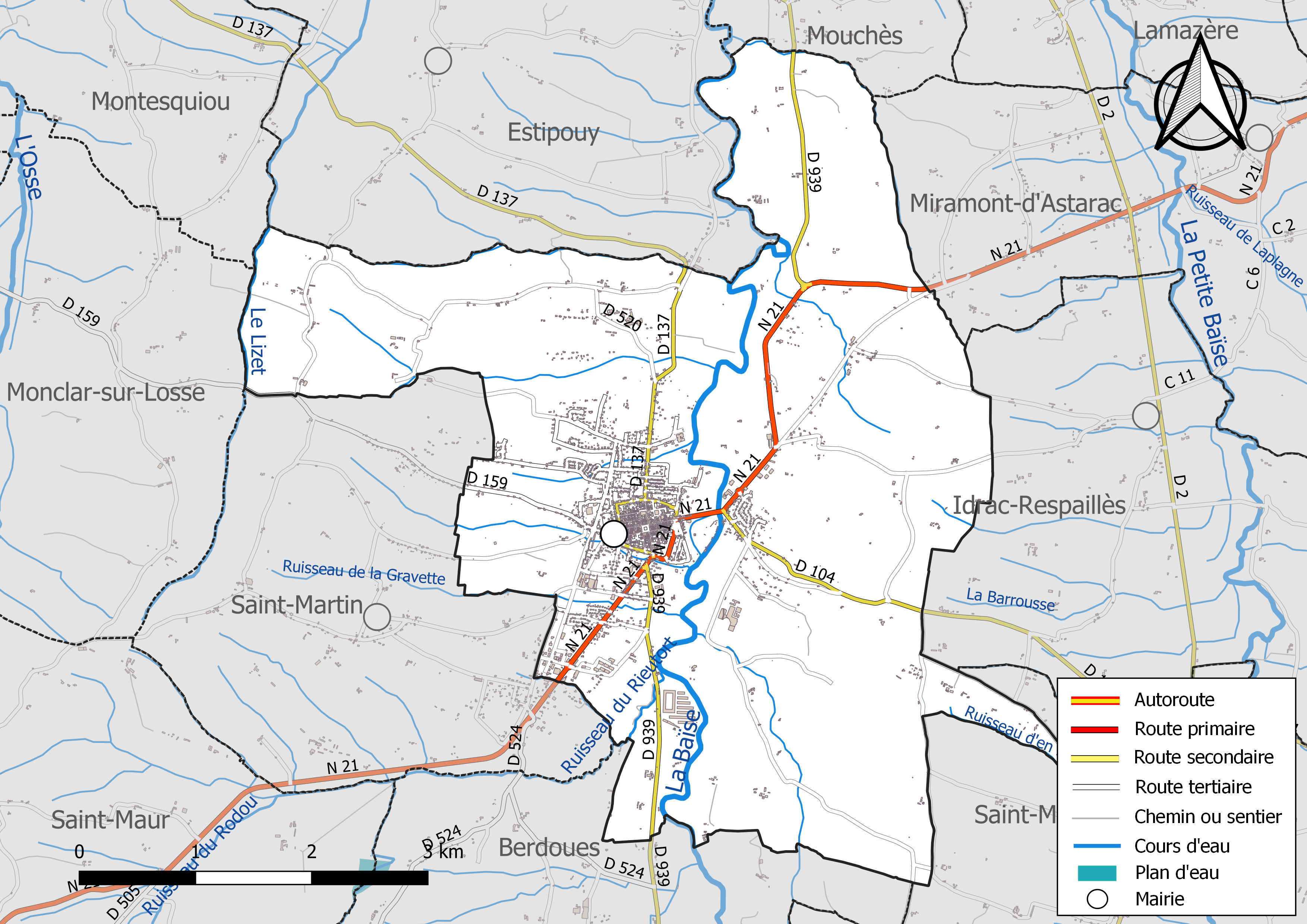
Réseaux hydrographique et routier de Mirande.

La commune est dans le bassin de la Garonne, au sein du bassin hydrographique Adour-Garonne. Elle est drainée par la Baïse, le Lizet, le ruisseau du Rieutort, un bras de la Baïse, le ruisseau de la Gravette, le ruisseau d'en Primefeuille et par divers petits cours d'eau, qui constituent un réseau hydrographique de 30 km de longueur totale,.
La Baïse, d'une longueur totale de 187,6 km, prend sa source dans la commune de Capvern et s'écoule vers le nord. Elle traverse la commune et se jette dans la Garonne à Saint-Léger, après avoir traversé 52 communes.
Le Lizet, d'une longueur totale de 13,6 km, prend sa source dans la commune de Saint-Martin et s'écoule vers le nord. Il traverse la commune et se jette dans l'Osse à Saint-Arailles, après avoir traversé 6 communes.

### Climat
Pour des articles plus généraux, voir Climat de l'Occitanie et Climat du Gers.
En 2010, le climat de la commune est de type climat du Bassin du Sud-Ouest, selon une étude s'appuyant sur une série de données couvrant la période 1971-2000. En 2020, Météo-France publie une typologie des climats de la France métropolitaine dans laquelle la commune est exposée à un climat océanique altéré et est dans la région climatique Aquitaine, Gascogne, caractérisée par une pluviométrie abondante au printemps, modérée en automne, un faible ensoleillement au printemps, un été chaud (19,5 °C), des vents faibles, des brouillards fréquents en automne et en hiver et des orages fréquents en été (15 à 20 jours).
Pour la période 1971-2000, la température annuelle moyenne est de 13,1 °C, avec une amplitude thermique annuelle de 15,6 °C. Le cumul annuel moyen de précipitations est de 814 mm, avec 10,5 jours de précipitations en janvier et 6,3 jours en juillet. Pour la période 1991-2020, la température moyenne annuelle observée sur la station météorologique installée sur la commune est de 13,6 °C et le cumul annuel moyen de précipitations est de 818,5 mm,. Pour l'avenir, les paramètres climatiques de la commune estimés pour 2050 selon différents scénarios d'émission de gaz à effet de serre sont consultables sur un site dédié publié par Météo-France en novembre 2022.
| Mois                                  | jan.           | fév.           | mars             | avril           | mai           | juin          | jui.          | août          | sep.          | oct.          | nov.            | déc.            | année     |
| ------------------------------------- | -------------- | -------------- | ---------------- | --------------- | ------------- | ------------- | ------------- | ------------- | ------------- | ------------- | --------------- | --------------- | --------- |
| Température minimale moyenne (°C)     | 1,9            | 2              | 4,3              | 6,6             | 10,3          | 13,7          | 15,6          | 15,5          | 12,1          | 9,2           | 4,9             | 2,4             | 8,2       |
| Température moyenne (°C)              | 6              | 6,9            | 9,9              | 12,2            | 15,9          | 19,5          | 21,7          | 21,8          | 18,4          | 14,5          | 9,3             | 6,6             | 13,6      |
| Température maximale moyenne (°C)     | 10,2           | 11,8           | 15,4             | 17,8            | 21,6          | 25,4          | 27,8          | 28,1          | 24,8          | 19,9          | 13,8            | 10,9            | 19        |
| Record de froid (°C) date du record   | −20 16.01.1985 | −10,8 09.02.12 | −10,1 06.03.1971 | −3,7 04.04.1996 | −0,4 06.05.19 | 3,4 01.06.06  | 7 03.07.1979  | 5 20.08.1972  | 0 21.09.1977  | −3 16.10.09   | −9,8 23.11.1988 | −11 25.12.01    | −20 1985  |
| Record de chaleur (°C) date du record | 20,8 01.01.22  | 25,7 27.02.19  | 28,2 21.03.1990  | 30,6 30.04.05   | 33,6 30.05.01 | 41,2 22.06.03 | 40,5 23.07.19 | 42,9 24.08.23 | 37 13.09.1987 | 34,3 01.10.23 | 26,2 01.11.20   | 23,2 16.12.1989 | 42,9 2023 |
| Précipitations (mm)                   | 77,6           | 61,4           | 65               | 79,9            | 83,7          | 64,1          | 59,4          | 54,4          | 55,6          | 59,9          | 83,1            | 74,4            | 818,5     |

### Voies de communication et transports
La ligne 931 du réseau liO relie la commune à Auch et à Tarbes.

### Milieux naturels et biodiversité
Aucun espace naturel présentant un intérêt patrimonial n'est recensé sur la commune dans l'inventaire national du patrimoine naturel,,.

## Urbanisme

### Typologie
Au 1er janvier 2024, Mirande est catégorisée bourg rural, selon la nouvelle grille communale de densité à sept niveaux définie par l'Insee en 2022.
Elle appartient à l'unité urbaine de Mirande, une agglomération intra-départementale regroupant deux  communes, dont elle est ville-centre,,. Par ailleurs la commune fait partie de l'aire d'attraction de Mirande, dont elle est la commune-centre,. Cette aire, qui regroupe 3 communes, est catégorisée dans les aires de moins de 50 000 habitants,.

### Occupation des sols
L'occupation des sols de la commune, telle qu'elle ressort de la base de données européenne d’occupation biophysique des sols Corine Land Cover (CLC), est marquée par l'importance des territoires agricoles (74,9 % en 2018), une proportion sensiblement équivalente à celle de 1990 (75,1 %). La répartition détaillée en 2018 est la suivante : 
zones agricoles hétérogènes (53,3 %), terres arables (21,1 %), forêts (13,7 %), zones urbanisées (9,7 %), espaces verts artificialisés, non agricoles (1,7 %), prairies (0,5 %). L'évolution de l’occupation des sols de la commune et de ses infrastructures peut être observée sur les différentes représentations cartographiques du territoire : la carte de Cassini (XVIIIe siècle), la carte d'état-major (1820-1866) et les cartes ou photos aériennes de l'IGN pour la période actuelle (1950 à aujourd'hui).

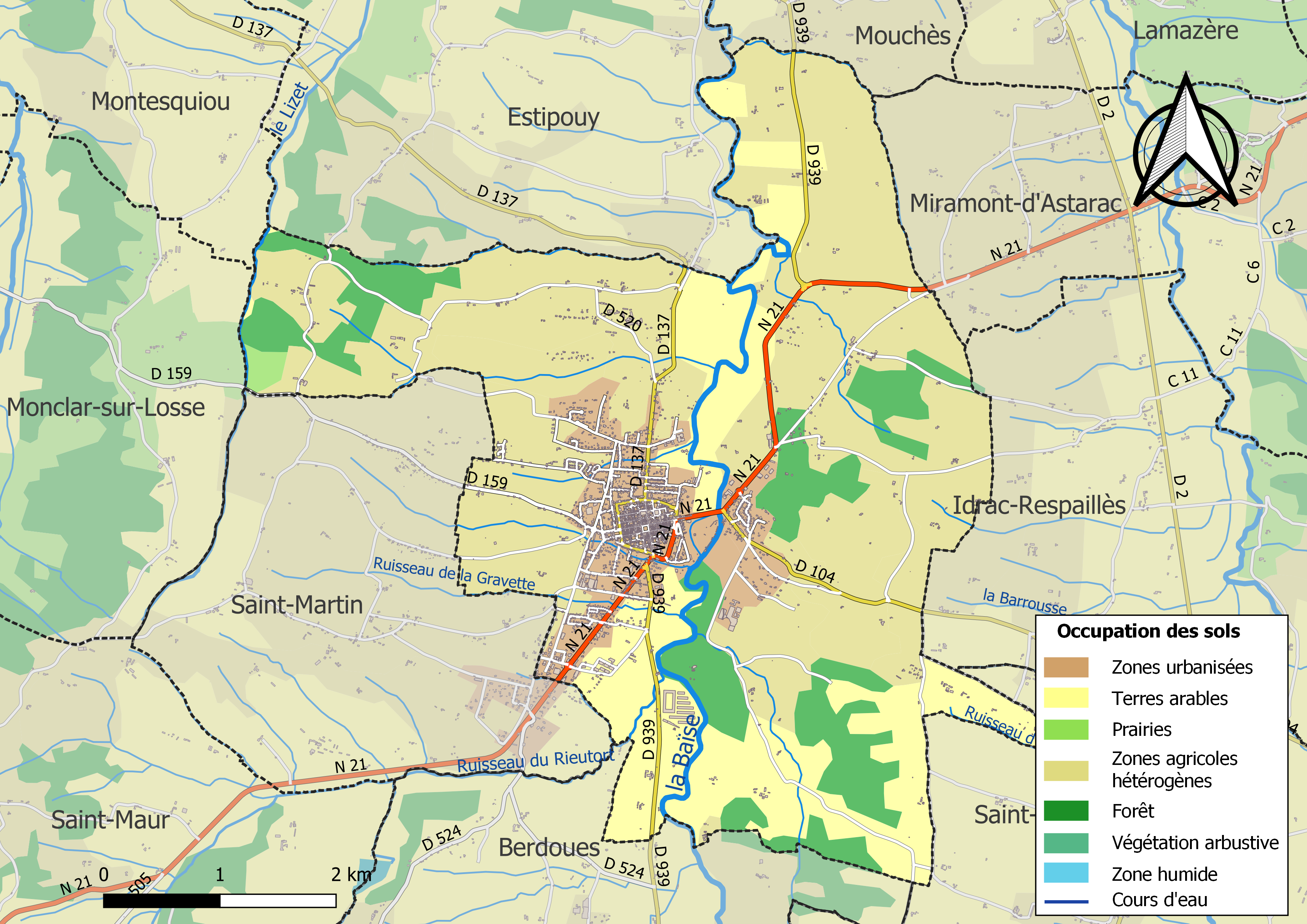
Carte des infrastructures et de l'occupation des sols de la commune en 2018 (CLC).

### Risques majeurs
Le territoire de la commune de Mirande est vulnérable à différents aléas naturels : météorologiques (tempête, orage, neige, grand froid, canicule ou sécheresse), inondations et séisme (sismicité faible). Il est également exposé à deux risques technologiques, le transport de matières dangereuses et la rupture d'un barrage. Un site publié par le BRGM permet d'évaluer simplement et rapidement les risques d'un bien localisé soit par son adresse soit par le numéro de sa parcelle.

#### Risques naturels
Certaines parties du territoire communal sont susceptibles d’être affectées par le risque d’inondation par débordement de cours d'eau, notamment la Baïse et le Lizet. La cartographie des zones inondables en ex-Midi-Pyrénées réalisée dans le cadre du XIe Contrat de plan État-région, visant à informer les citoyens et les décideurs sur le risque d’inondation, est accessible sur le site de la DREAL Occitanie. La commune a été reconnue en état de catastrophe naturelle au titre des dommages causés par les inondations et coulées de boue survenues en 1993, 1999, 2000, 2009 et 2011,.

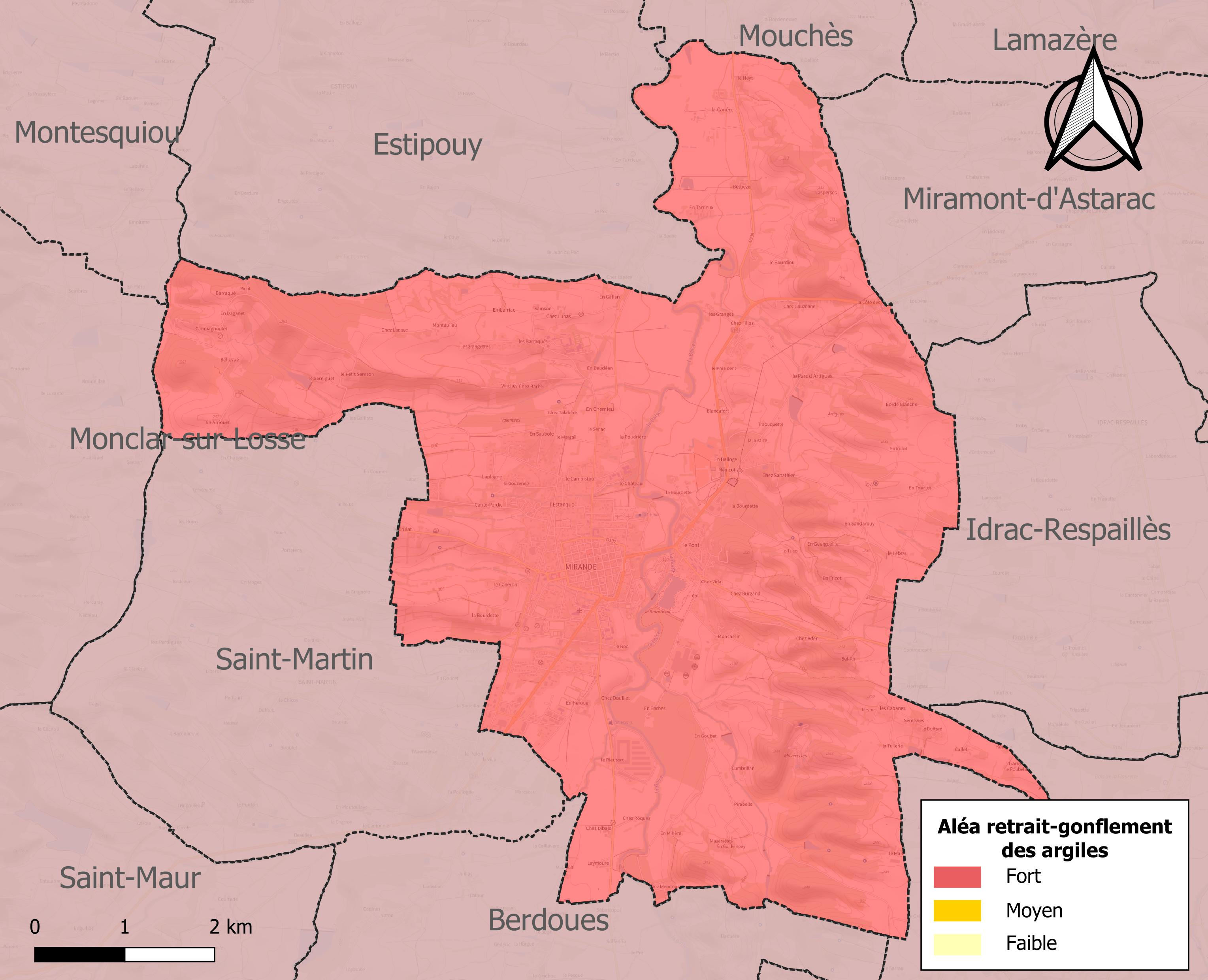
Carte des zones d'aléa retrait-gonflement des sols argileux de Mirande.

Le retrait-gonflement des sols argileux est susceptible d'engendrer des dommages importants aux bâtiments en cas d’alternance de périodes de sécheresse et de pluie. La totalité de la commune est en aléa moyen ou fort (94,5 % au niveau départemental et 48,5 % au niveau national). Sur les 1 503 bâtiments dénombrés sur la commune en 2019, 1 503 sont en aléa moyen ou fort, soit 100 %, à comparer aux 93 % au niveau départemental et 54 % au niveau national. Une cartographie de l'exposition du territoire national au retrait gonflement des sols argileux est disponible sur le site du BRGM,.
Par ailleurs, afin de mieux appréhender le risque d’affaissement de terrain, l'inventaire national des cavités souterraines permet de localiser celles situées sur la commune.
Concernant les mouvements de terrains, la commune a été reconnue en état de catastrophe naturelle au titre des dommages causés par la sécheresse en 1989, 1991, 1993, 2002, 2009 et 2015 et par des mouvements de terrain en 1999.

#### Risques technologiques
Le risque de transport de matières dangereuses sur la commune est lié à sa traversée par des infrastructures routières ou ferroviaires importantes ou la présence d'une canalisation de transport d'hydrocarbures. Un accident se produisant sur de telles infrastructures est en effet susceptible d’avoir des effets graves au bâti ou aux personnes jusqu’à 350 m, selon la nature du matériau transporté. Des dispositions d’urbanisme peuvent être préconisées en conséquence.
La commune est en outre située en aval du barrage de Puydarrieux, un ouvrage de classe A disposant d'une retenue de 14,5 millions de mètres cubes. À ce titre elle est susceptible d’être touchée par l’onde de submersion consécutive à la rupture de cet ouvrage.

## Toponymie
En langage architectural, une mirande (de l'occitan miranda) désigne une tour de guet. Le verbe latin miror, mirari, miratus sum signifie voir avec étonnement, admirer et, par extension, observer.
Le nom de Mirannes, commune homonyme du Gers, partage cette étymologie.

## Histoire
Mirande est une bastide du XIIIe siècle, édifiée sur la rive gauche de la Baïse.
Aux alentours, de nombreux vestiges préhistoriques et des tumulus témoignent d'une occupation ancienne de la contrée.
D'éminents archéologues émettent l'hypothèse d'une implantation gallo-romaine sur le territoire où s'élève Mirande. Elle est accréditée par la pile et les enclos funéraires du quartier d'Artigues, mais aussi par plusieurs trouvailles fortuites dont la dernière en date est celle d'une tête en marbre de grandeur naturelle mise à découvert lors de travaux exécutés dans une rue de Mirande.

### Fondation
Mirande fut fondée en 1281, près du village de Saint-Jean-de-Lézian, par Eustache de Beaumarchais, sénéchal de Toulouse, en accord de paréage avec l'abbé de Berdoues et le comte d'Astarac, Bernard IV, qui lui octroyèrent des coutumes souvent confirmées et étendues par la suite. Le roi de France, associé à leur paréage, promit son soutien à la ville naissante.
La cité présente un tracé régulier de bastide, avec sa place centrale et ses rues tirées au cordeau. Elle était protégée par une solide enceinte fortifiée percée de quatre portes qui subsistèrent en partie jusqu'au XIXe siècle. Un magnifique château comtal se dressait hors des murailles.

### Croissance
Grâce à sa situation idéale sur la Baïse, Mirande connut une expansion rapide et ne tarda pas à se trouver à l'étroit dans ses fortifications. Dès 1297, elle devint la capitale du comté d'Astarac. Sa juridiction s'étendit bientôt à dix-huit villages qu'on appela le Perche de Mirande. Les Mirandais, jaloux de leurs droits et de leur liberté, se mirent vite en quête de nouvelles concessions. Pour cela, ils entrèrent successivement en conflit avec le comte de Pardiac, les châtelains de Laas et de Monclar et même leurs propres seigneurs.
En 1283, Bernard IV et son épouse avaient fondé à l'extérieur de la ville le couvent des Cordeliers, qui fut agrandi vers 1320 sur ordre du pape Jean XXII. Détruit par les protestants, puis reconstruit, il fut fermé en 1790 et abandonné aux injures du temps. De même, en 1320, une révolte des habitants est durement réprimée par le frère du roi : Charles le Bel.
En 1338, un Mirandais, P. Arnaud, combattit les Anglais sous les ordres de Raymond-Arnaud de Béarn, capitaine de Marsan. La même année, Philippe VI secourut Mirande, attaquée de tous côtés par les ennemis de la France.
Avec la maison d'Astarac, les milices de la place prirent parti pour le comte de Foix et le seigneur d'Antin, contre le comte d'Armagnac et le baron de Montesquiou. Leurs équipées dévastatrices furent suivies de terribles représailles et il fallut l'intervention du Parlement de Toulouse pour y mettre fin, sous Charles VI.

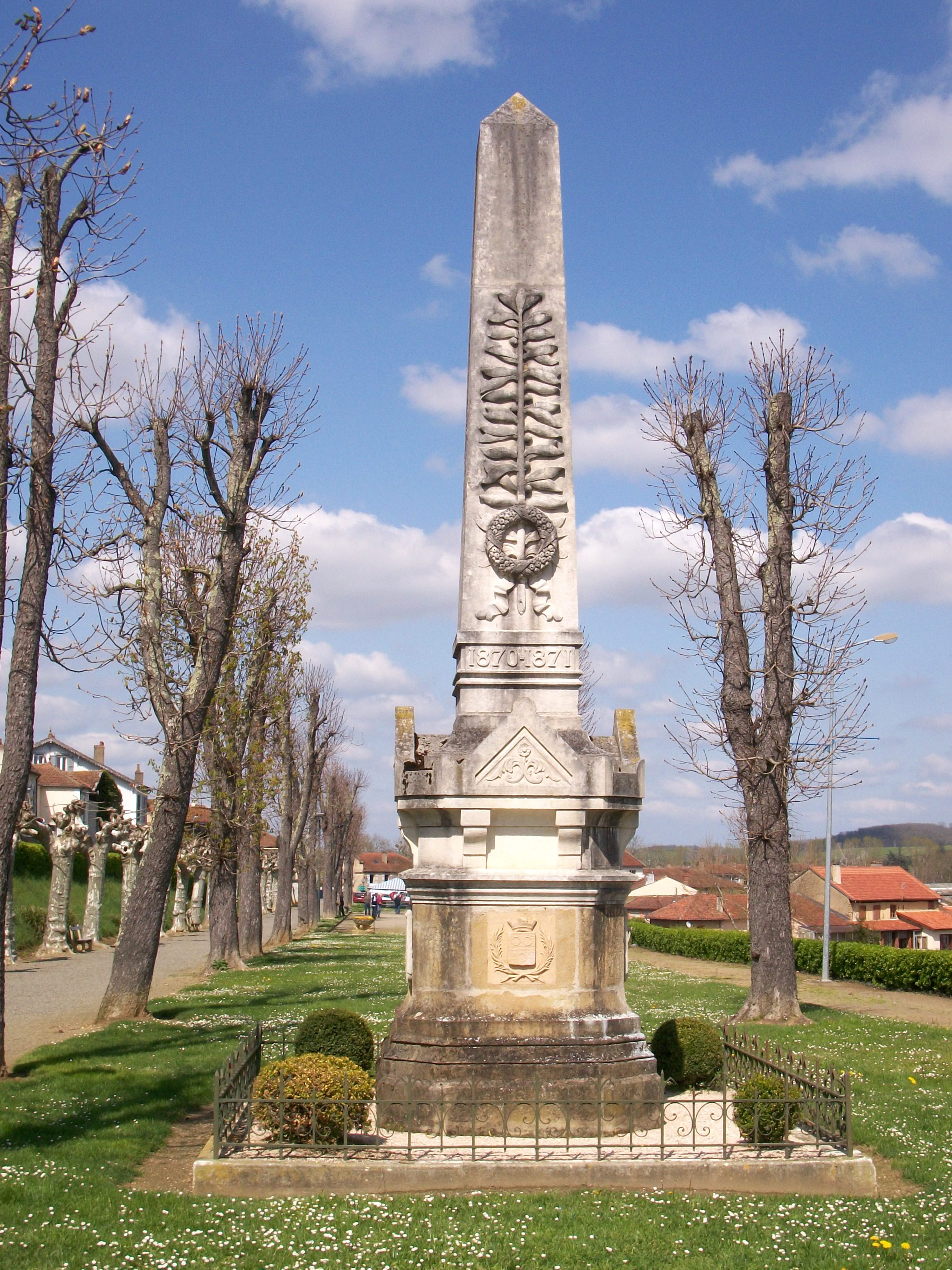
Monument aux morts 1870.

En 1442, Jean III, comte d'Astarac, conduisit plusieurs valeureux Mirandais à l'expédition de Charles VII contre les Anglais et - en 1453 - à celle qui leur enleva définitivement la Guyenne. À la bataille de Castillon il commandait soixante-six hommes d'armes. En 1526, la comtesse Marthe d'Astarac assiégea Mirande pour venger une insulte que ses enfants y avaient reçue. Après quelques assauts improductifs, elle changea le siège en blocus et du couvent des Cordeliers où elle s'était retranchée, se livra à toutes sortes de violences sur ses adversaires. La population, courageuse mais trop faible pour résister longtemps, fit appel au Parlement de Toulouse qui la délivra de l'implacable comtesse et confisqua le comté au profit de la Couronne. Les débats se poursuivirent devant le Parlement de Bordeaux, le grand Conseil du roi et le Parlement de Paris. Ils ne se terminèrent qu'en 1562, par une transaction qui renforça les anciens privilèges des Mirandais. Huit ans plus tard, le petit-fils de Marthe, Henri de Foix-Candale, entra en possession de tout l'Astarac par lettres royales données à Gallon.

### Temps modernes
En 1577, un lieutenant du roi de Navarre, au début de sa lutte contre la Ligue, prit Mirande. Avec l'aide de quelques seigneurs dont le chevalier d'Antras, chef du parti catholique, les habitants se défirent de la garnison béarnaise au terme d'un sanglant combat. Les vainqueurs surent respecter le futur Henri IV qui, parvenu au trône de France, leur accorda de nouvelles faveurs. Ils se montrèrent dignes de la bienveillance royale et se virent confier la garde de leur cité en 1615, à la suite de lettres très flatteuses de la cour, dont deux écrites par Louis XIII.
En 1630 s'établit à Mirande un couvent de Clarisses. Rebâti au siècle suivant, il subit à la Révolution le sort de celui des Cordeliers, sans être toutefois complètement délaissé puisqu'il devint collège. Mirande avait également un hôpital de Saint-Jacques, près de la Baïse, ouvert aux pèlerins en route pour Compostelle, et une confrérie de Pénitents blancs fondée par la commune elle-même en 1630.
Au XVIIIe siècle, la prospérité de la ville s'accroit. Mirande possède à cette époque une faïencerie, une tannerie et plusieurs ateliers de tissage. Toutefois, aucune de ces entreprises n'est importante et la ville souffre de n'avoir ni sénéchaussée, ni évêché. Elle est surtout connue pour ses foires agricoles.

### Révolution française etXIXesiècle
Jusqu'à la Révolution, la paroisse de Mazerettes (qui fut, avec les paroisses voisines d'Artigue et de Valantès, absorbée en 1841 par la commune de Mirande) était une des nombreuses enclaves de la Jugerie de Rivière-Verdun dans le Comté d'Armagnac.
Après le coup d'État du 2 décembre 1851 de Louis-Napoléon Bonaparte, les républicains de Mirande et de ses environs s'insurgent pour défendre la République. Ils réussissent à tenir la ville quelques jours
La ville a connu d'importants travaux lors du mandat du maire Théophile Aubian de 1853 à 1862 : réfection de la voûte de la cathédrale, destruction de la vieille halle de la place d'Astarac, construction du tribunal et aménagement du cimetière.

### XXesiècle
Dans le contexte de la fin de la guerre d'Algérie, un hameau de forestage fut installé en 1962, à destination d'anciens harkis et de leurs familles. Ces anciens harkis travaillèrent dans la forêt domaniale de Berdoues. Le camp a existé jusqu'en 1975.

## Politique et administration

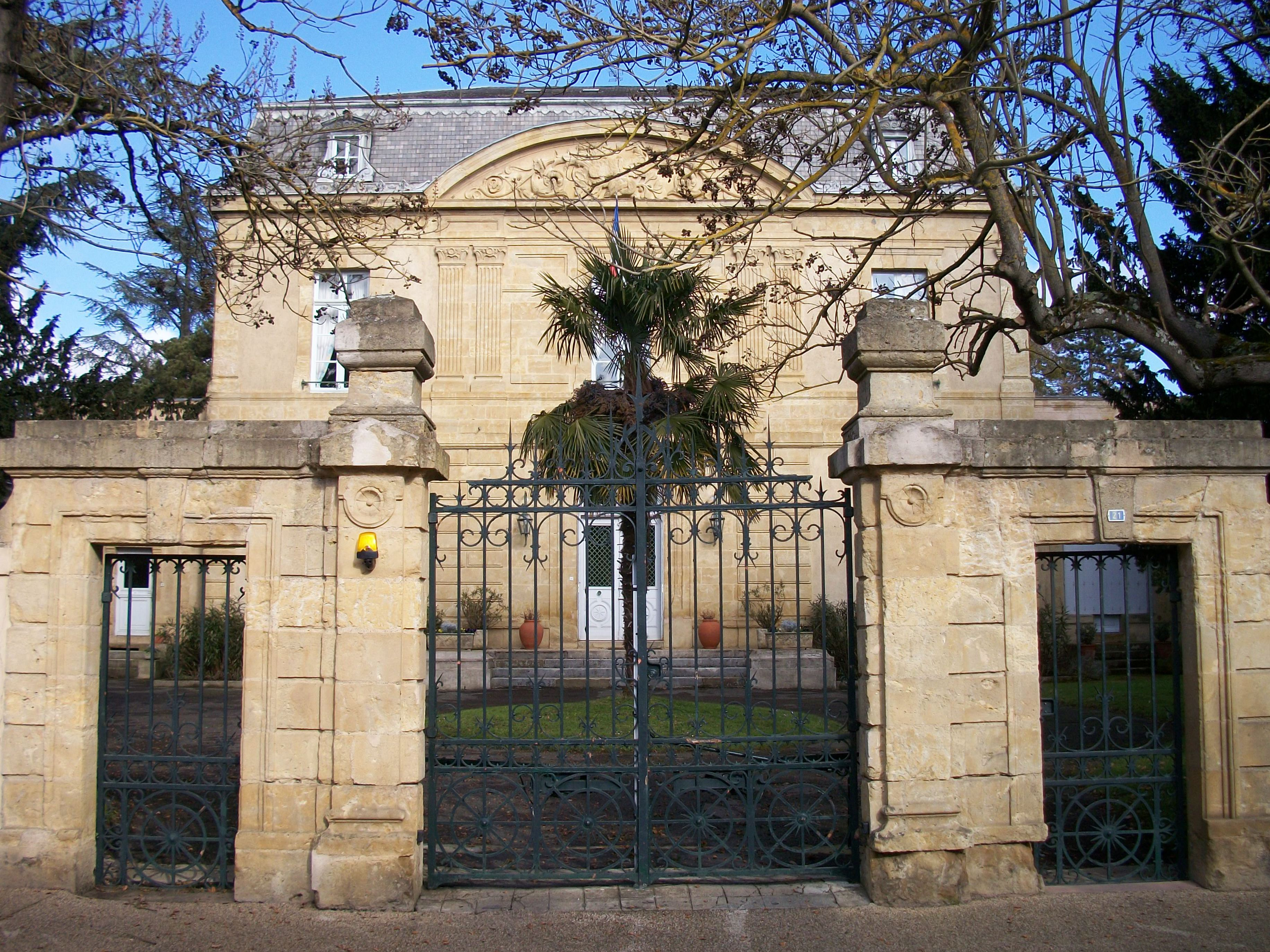
Sous-préfecture.

Mirande est une sous-préfecture. À ce titre, elle abrite un centre des Finances publiques ou encore une permanence de la Caisse d'allocations familiales.

### Administration municipale
Le nombre d'habitants au recensement de 2011 étant compris entre 2 500 habitants et 3 499 habitants, le nombre de membres du conseil municipal pour l'élection de 2014 est de vingt trois,.

### Liste des maires

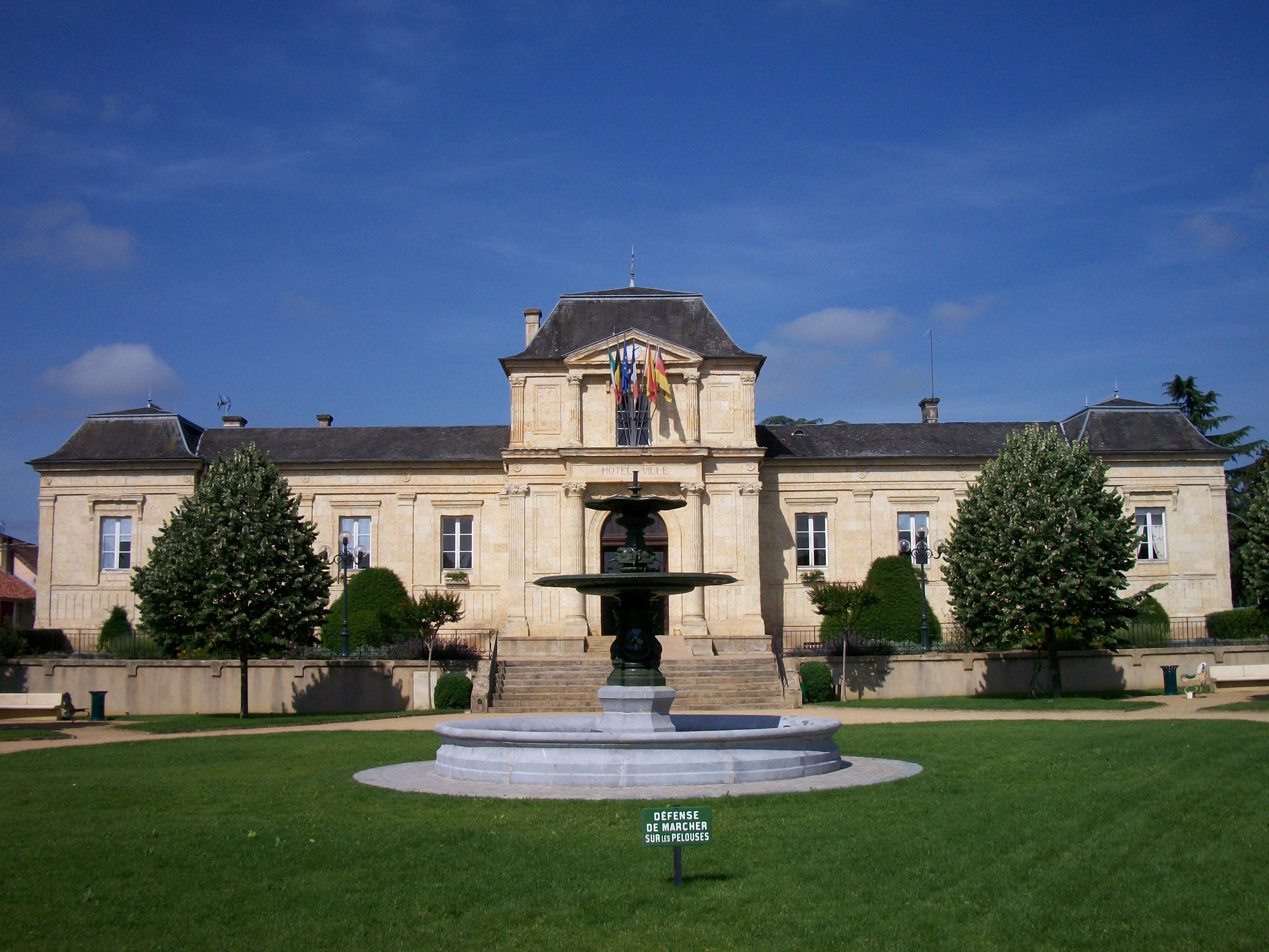
Hôtel de ville de Mirande.

### Intercommunalité
Mirande appartient à la communauté de communes Cœur d'Astarac en Gascogne dont dépend l'aménagement des zones d'activité, la gestion de Ludina ou du camping de l'Ile du Pont...
La collecte des déchets et la déchèterie sont gérées par le Syndicat Mixte de Collecte des Déchets du Secteur Sud de Mirande.
L'adduction d'eau est aux mains du Sideau (Syndicat Intercommunal d'Adduction d'Eau Potable de Mirande).
Mirande est doté d'un service départemental d'incendie et de secours et d'une gendarmerie.

### Jumelages
Villes jumelées
- Tubize (Belgique) depuis 1964
- Korntal-Münchingen (Allemagne) depuis 1964
- San Mauro Torinese (Italie) depuis 1991
- L'Eliana (Espagne) depuis 1991

Villes amies
- Branson (États-Unis)
- Fairview (États-Unis)
- Fessenheim (France)
- Rustenhart (France)
- Orsara di Puglia (Italie)
- Saint-Tite (Canada)
- Scandiano (Italie)

## Population et société

### Démographie
L'évolution du nombre d'habitants est connue à travers les recensements de la population effectués dans la commune depuis 1793. Pour les communes de moins de 10 000 habitants, une enquête de recensement portant sur toute la population est réalisée tous les cinq ans, les populations de référence des années intermédiaires étant quant à elles estimées par interpolation ou extrapolation. Pour la commune, le premier recensement exhaustif entrant dans le cadre du nouveau dispositif a été réalisé en 2005.

En 2022, la commune comptait 3 442 habitants, en évolution de −1,18 % par rapport à 2016 (Gers : +1,04 %, France hors Mayotte : +2,11 %).
| 1793  | 1800  | 1806  | 1821  | 1831  | 1841  | 1846  | 1851  | 1856  |
| ----- | ----- | ----- | ----- | ----- | ----- | ----- | ----- | ----- |
| 1 655 | 1 558 | 1 968 | 2 128 | 2 532 | 3 409 | 3 797 | 3 454 | 3 509 |

| 1861  | 1866  | 1872  | 1876  | 1881  | 1886  | 1891  | 1896  | 1901  |
| ----- | ----- | ----- | ----- | ----- | ----- | ----- | ----- | ----- |
| 3 304 | 4 010 | 3 885 | 3 812 | 3 748 | 3 916 | 4 244 | 3 771 | 3 867 |

| 1906  | 1911  | 1921  | 1926  | 1931  | 1936  | 1946  | 1954  | 1962  |
| ----- | ----- | ----- | ----- | ----- | ----- | ----- | ----- | ----- |
| 3 642 | 3 424 | 2 559 | 2 694 | 2 761 | 3 019 | 3 592 | 3 500 | 3 610 |

| 1968  | 1975  | 1982  | 1990  | 1999  | 2005  | 2006  | 2010  | 2015  |
| ----- | ----- | ----- | ----- | ----- | ----- | ----- | ----- | ----- |
| 4 075 | 3 879 | 3 871 | 3 565 | 3 568 | 3 691 | 3 676 | 3 685 | 3 483 |

| 2020  | 2022  | - | - | - | - | - | - | - |
| ----- | ----- | - | - | - | - | - | - | - |
| 3 445 | 3 442 | - | - | - | - | - | - | - |

| selon la population municipale des années : | 1968 | 1975 | 1982 | 1990 | 1999 | 2006 | 2009 | 2013 |
| Rang de la commune dans le département      | 5    | 8    | 8    | 8    | 8    | 7    | 7    | 7    |
| Nombre de communes du département           | 466  | 462  | 462  | 462  | 463  | 463  | 463  | 463  |

### Enseignement
Mirande fait partie de l'académie de Toulouse.
L'accueil des enfants est assuré sur la commune de Mirande de la crèche au lycée (général et professionnel) en passant par l'école maternelle, l'école élémentaire et le collège, le tout étant complété par une bibliothèque et un centre aéré. Une école primaire catholique sous contrat d'association avec l'État existe, ainsi qu'un lycée professionnel agricole (LPA).
- Lycée Alain-Fournier :
  - Section générale : Bac L, Bac ES, Bac S, avec option sport, SES, latin.
  - Section professionnelle : CAPA : Employé de commerce multispécialisés, Bac pro : secrétariat (2 ans), Bac pro : commerce (3 ans).
  - Section BTS : BTS Technico-commercial.
- Lycée professionnel agricole (LPA) :
  - Collège enseignement agricole : 4e, 3e
  - Lycée agricole : filière cheval, filière élevage, filière vente.
- École et collège Notre-Dame, institution scolaire privée catholique.

### Manifestations culturelles et festivités
Festival Country Music de Mirande : festival de Country Music : 1er festival européen de ce genre musical. La première édition remonte à 1992. Le festival se déroule mi-juillet sur environ cinq jours.
Quant aux fêtes patronales du 15 août, elles attirent toujours un vaste public. La vie culturelle, elle, s'appuie sur une bibliothèque, une société philharmonique qui donne de nombreux concerts et surtout un musée des Beaux-Arts (dit des « Petits Maîtres »), qui est l'un des plus riches de Gascogne. Fondé en 1832 par un enfant de Mirande, Joseph Delort, il possède de remarquables tableaux de l'école Renaissance des Pays-Bas et des écoles française et italienne des XVIIe et XIXe siècles, citons un tableau de Claude Vignon, peintre français du XVIIe siècle, représentant le prophète Zacharie. La canne de Toussaint Louverture y est conservée.
Un groupe folklorique très vivant, Lous Mirandes, fait connaître aux touristes les danses anciennes de la région et organise une grande fête folklorique (groupes français et étrangers) pendant les fêtes patronales du 15 août.

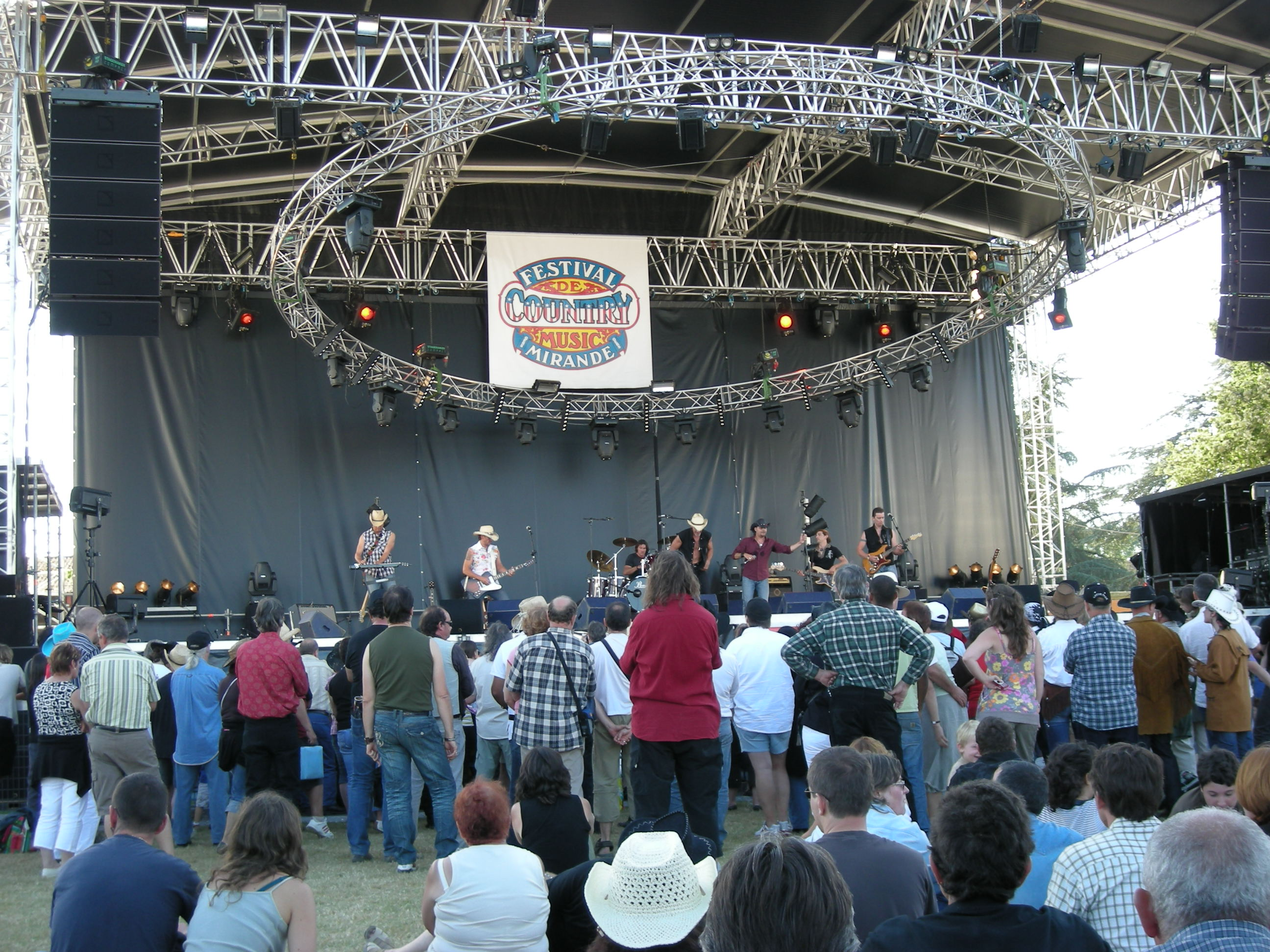
Festival 2008
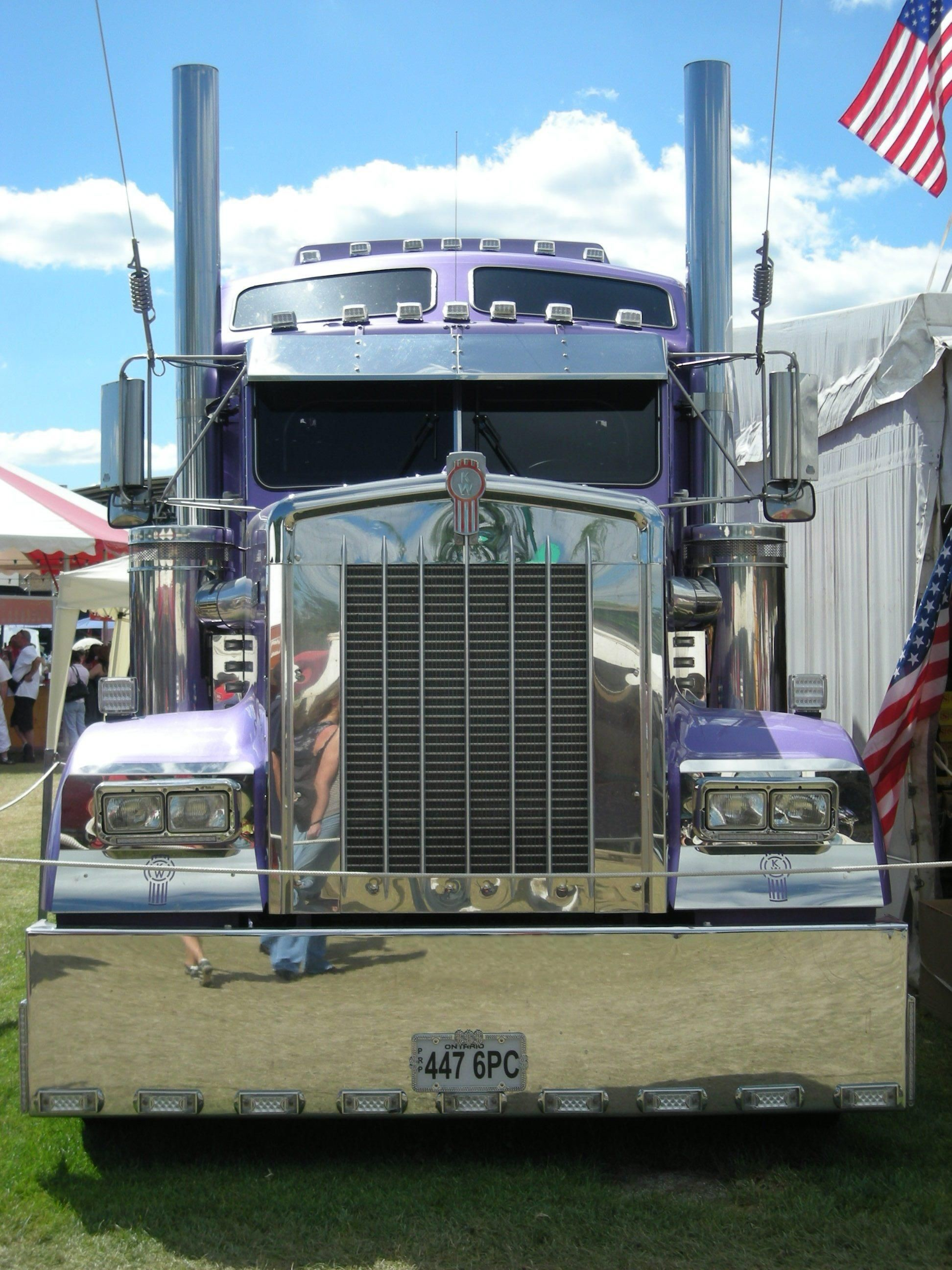

### Santé
Mirande possède un hôpital local faisant office de maison de retraite publique.

### Sports
Clubs sportifs
- L'Entente Astarac Bigorre XV, club de rugby à XV, évolue en fédérale 2.
- Le BAC Mirande, ancien club de basket-ball dont Mirande peut s'enorgueillir, a remporté trois titres de champion de France de basket-ball (LFB) en 1988, 1989 et 1990.
- Autres clubs: Archerie mirandaise. Club automobile Mirande Astarac. Club de canoé kayak. AFOL (astarac foot mirandais loisir). Aéro Club Mirandais. Football Club Mirandais. Judo club. Karaté contact Mirandais. Mirande Badminton Club. Tennis Club. La fraternelle société de pêche

Équipements sportifs
Mirande est doté d'un domaine aqualudique en plein air dénommé Ludina. Il jouxte la base de loisir du Batardeau, espace verdoyant équipé de parcours sportifs terrestre et aquatique disposés au gré de la Baïse, du lac et de leurs pourtours. Une partie de ce lieu a été aménagée en camping ***.
Les allées Charles-de-Gaulle abritent un terrain de pétanque.
Plusieurs espaces de jeu destinés aux enfants sont éparpillés dans la ville dont au cœur de la base de loisir du Batardeau, des allées Charles-de-Gaulle et du square de la mairie.
Des terrains de rugby ou football et un fronton de pelote basque se situent au sein du complexe sportif centré sur le stade.

## Économie

### Revenus
En 2018  (données Insee publiées en septembre 2021), la commune compte 1 666 ménages fiscaux, regroupant 3 223 personnes. La médiane du revenu disponible par unité de consommation est de 19 080 € (20 820 € dans le département). 39 % des ménages fiscaux sont imposés (43,9 % dans le département).

### Emploi
|                | 2008  | 2013   | 2018   |
| -------------- | ----- | ------ | ------ |
| Commune        | 9,9 % | 12,8 % | 11,6 % |
| Département    | 6,1 % | 7,5 %  | 8,2 %  |
| France entière | 8,3 % | 10 %   | 10 %   |

En 2018, la population âgée de 15 à 64 ans s'élève à 1 896 personnes, parmi lesquelles on compte 73,4 % d'actifs (61,8 % ayant un emploi et 11,6 % de chômeurs) et 26,6 % d'inactifs,. Depuis 2008, le taux de chômage communal (au sens du recensement) des 15-64 ans est supérieur à celui de la France et du département.
La commune est la commune-centre de l'aire d'attraction de Mirande,. Elle compte 2 039 emplois en 2018, contre 2 151 en 2013 et 2 101 en 2008. Le nombre d'actifs ayant un emploi résidant dans la commune est de 1 201, soit un indicateur de concentration d'emploi de 169,8 % et un taux d'activité parmi les 15 ans ou plus de 46,9 %.
Sur ces 1 201 actifs de 15 ans ou plus ayant un emploi, 692 travaillent dans la commune, soit 58 % des habitants. Pour se rendre au travail, 71,7 % des habitants utilisent un véhicule personnel ou de fonction à quatre roues, 0,9 % les transports en commun, 16,8 % s'y rendent en deux-roues, à vélo ou à pied et 10,5 % n'ont pas besoin de transport (travail au domicile).

### Activités hors agriculture

#### Secteurs d'activités
376 établissements sont implantés  à Mirande au 31 décembre 2019. Le tableau ci-dessous en détaille le nombre par secteur d'activité et compare les ratios avec ceux du département,.
| Secteur d'activité                                                                                        | Commune | Commune | Département |
| Secteur d'activité                                                                                        | Nombre  | %       | %           |
| --- | ------- | ------- | ----------- |
| Ensemble                                                                                                  | 376     | 100 %   | (100 %)     |
| Industrie manufacturière, industries extractives et autres                                                | 53      | 14,1 %  | (12,3 %)    |
| Construction                                                                                              | 39      | 10,4 %  | (14,6 %)    |
| Commerce de gros et de détail, transports, hébergement et restauration                                    | 116     | 30,9 %  | (27,7 %)    |
| Information et communication                                                                              | 6       | 1,6 %   | (1,8 %)     |
| Activités financières et d'assurance                                                                      | 19      | 5,1 %   | (3,5 %)     |
| Activités immobilières                                                                                    | 19      | 5,1 %   | (5,2 %)     |
| Activités spécialisées, scientifiques et techniques et activités de services administratifs et de soutien | 42      | 11,2 %  | (14,4 %)    |
| Administration publique, enseignement, santé humaine et action sociale                                    | 61      | 16,2 %  | (12,3 %)    |
| Autres activités de services                                                                              | 21      | 5,6 %   | (8,3 %)     |

Le secteur du commerce de gros et de détail, des transports, de l'hébergement et de la restauration est prépondérant sur la commune puisqu'il représente 30,9 % du nombre total d'établissements de la commune (116 sur les 376 entreprises implantées  à Mirande), contre 27,7 % au niveau départemental.

#### Entreprises et commerces
Les cinq entreprises ayant leur siège social sur le territoire communal qui génèrent le plus de chiffre d'affaires en 2020 sont : 
- Salgauvi, supermarchés (16 547 k€)
- Gasco SA, commerce de gros (commerce interentreprises) de céréales, de tabac non manufacturé, de semences et d'aliments pour le bétail (13 131 k€)
- Central Garage Dufour Et Fils, commerce de voitures et de véhicules automobiles légers (5 090 k€)
- Gersyfret, affrètement et organisation des transports (2 896 k€)
- Transports Et Materiaux Semezies, transports routiers de fret de proximité (2 322 k€)

### Agriculture
Mirande est un centre d'élevage et d'exportation de la volaille. Une race bovine, la mirandaise, est issue de la région.
La commune est dans le « Haut-Armagnac », une petite région agricole occupant le centre du département du Gers. En 2020, l'orientation technico-économique de l'agriculture  sur la commune est la polyculture et/ou le polyélevage.
|               | 1988  | 2000  | 2010  | 2020  |
| ------------- | ----- | ----- | ----- | ----- |
| Exploitations | 48    | 37    | 30    | 25    |
| SAU (ha)      | 1 447 | 1 282 | 1 111 | 1 034 |

Le nombre d'exploitations agricoles en activité et ayant leur siège dans la commune est passé de 48 lors du recensement agricole de 1988  à 37 en 2000 puis à 30 en 2010 et enfin à 25 en 2020, soit une baisse de 48 % en 32 ans. Le même mouvement est observé à l'échelle du département qui a perdu pendant cette période 51 % de ses exploitations,. La surface agricole utilisée sur la commune a également diminué, passant de 1 447 ha en 1988 à 1 034 ha en 2020. Parallèlement la surface agricole utilisée moyenne par exploitation a augmenté, passant de 30 à 41 ha.

### Tourisme
Le tourisme s'illustre par la présence d'un camping, de plusieurs hôtels et nombreuses résidences secondaires. La ville se transforme lors du Festival de Country Music qui attire de très nombreux visiteurs. Une boutique spécialisée et un Country Club exploitent encore ce thème toute l'année.

### Commerce et services
Les établissements commerciaux sont avant tout tournés vers l'alimentaire, la banque, l'assurance, l'habillement, l'automobile, l'informatique et la pépiniérie. Un jardin doté d'une tour d'observation, construite sur le modèle des pigeonniers d'antan, agrémente le pourtour de la jardinerie d'Embaloge. On compte de nombreuses moyennes surfaces.
De nombreux praticiens s'y sont également installés.

### Artisanat ou industrie légère
Mirande s'illustre dans des secteurs tels que la production de mobilier en bois, l'agro-alimentaire avicole...
Gers Équipement est un site spécialisé dans les ustensiles ménagers et les foires avec reprise d'invendus. Il s'agit, avec 200 salariés, du premier employeur privé local.

## Culture locale et patrimoine

### Lieux et monuments
Édifices publics
La commune compte deux bâtiments administratifs de prestige au style Second Empire très affirmé. Il s'agit d'abord de la mairie devant laquelle a été aménagé un agréable square. Il s'agit ensuite de la sous-préfecture voisine de la place de la Liberté. L'histoire de ces deux bâtiments est à lier à celle du député, candidat de l'Empereur, Granier de Gassagnac qui œuvre alors pour que la ville devienne sous-préfecture.
La halle, témoignage de la fin du XIXe siècle, dont une entrée est surmontée d'un campanile, marie charpentes de bois et de fer. Sur l'un de ses flancs, elle fait face à l'Hôtel des Impôts qui, avec le lycée Alain-Fournier, constituent deux édifices datant des premières années du XXe siècle.
L'ancienne halle démolie en 1850 trônait au centre de la principale place de Mirande. La place d'Astarac est aujourd'hui dotée d'un élégant kiosque.
Non loin du pont Louis XV enjambant la Baïse, est visible l'ancien moulin.

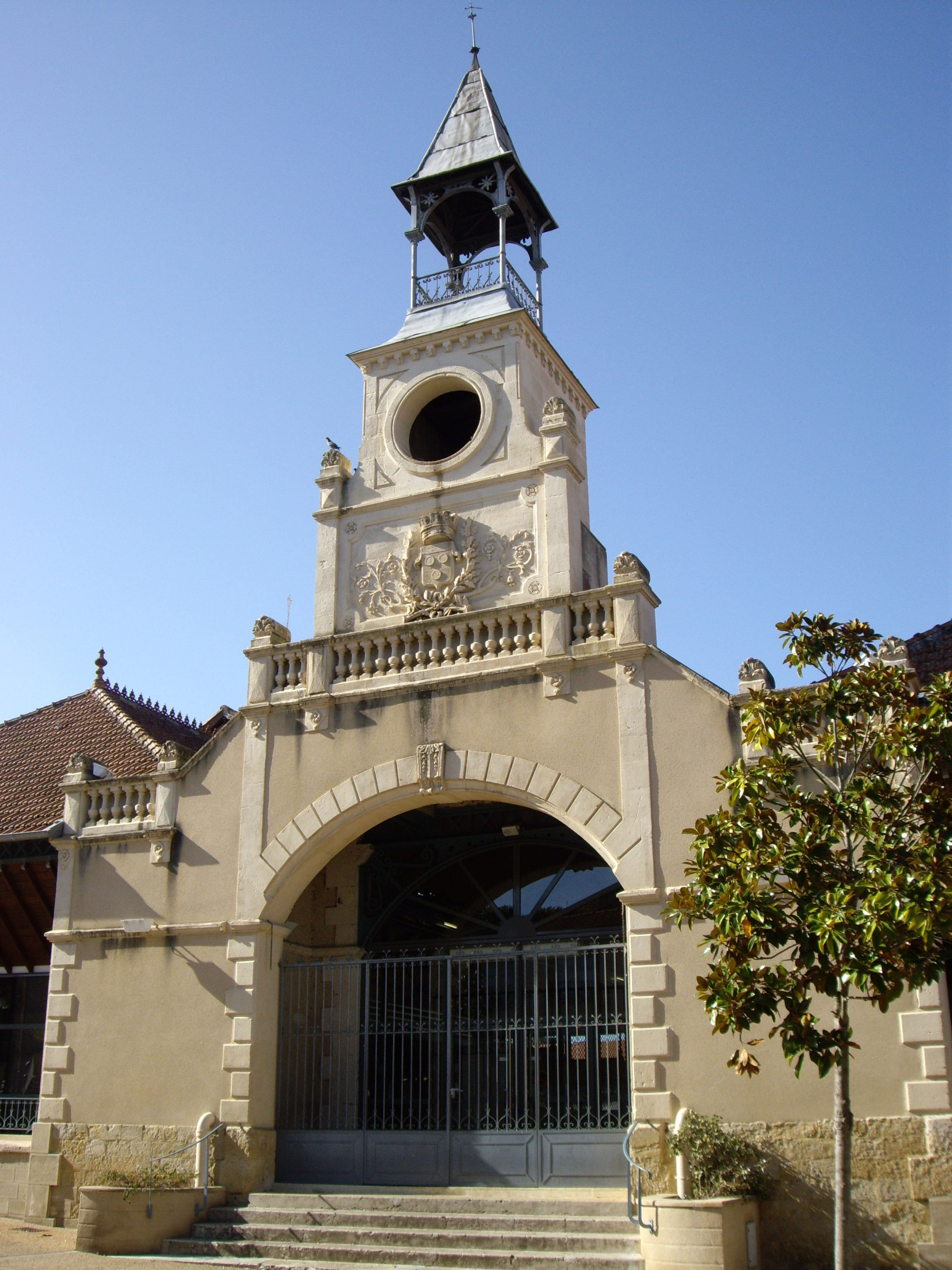
Halle
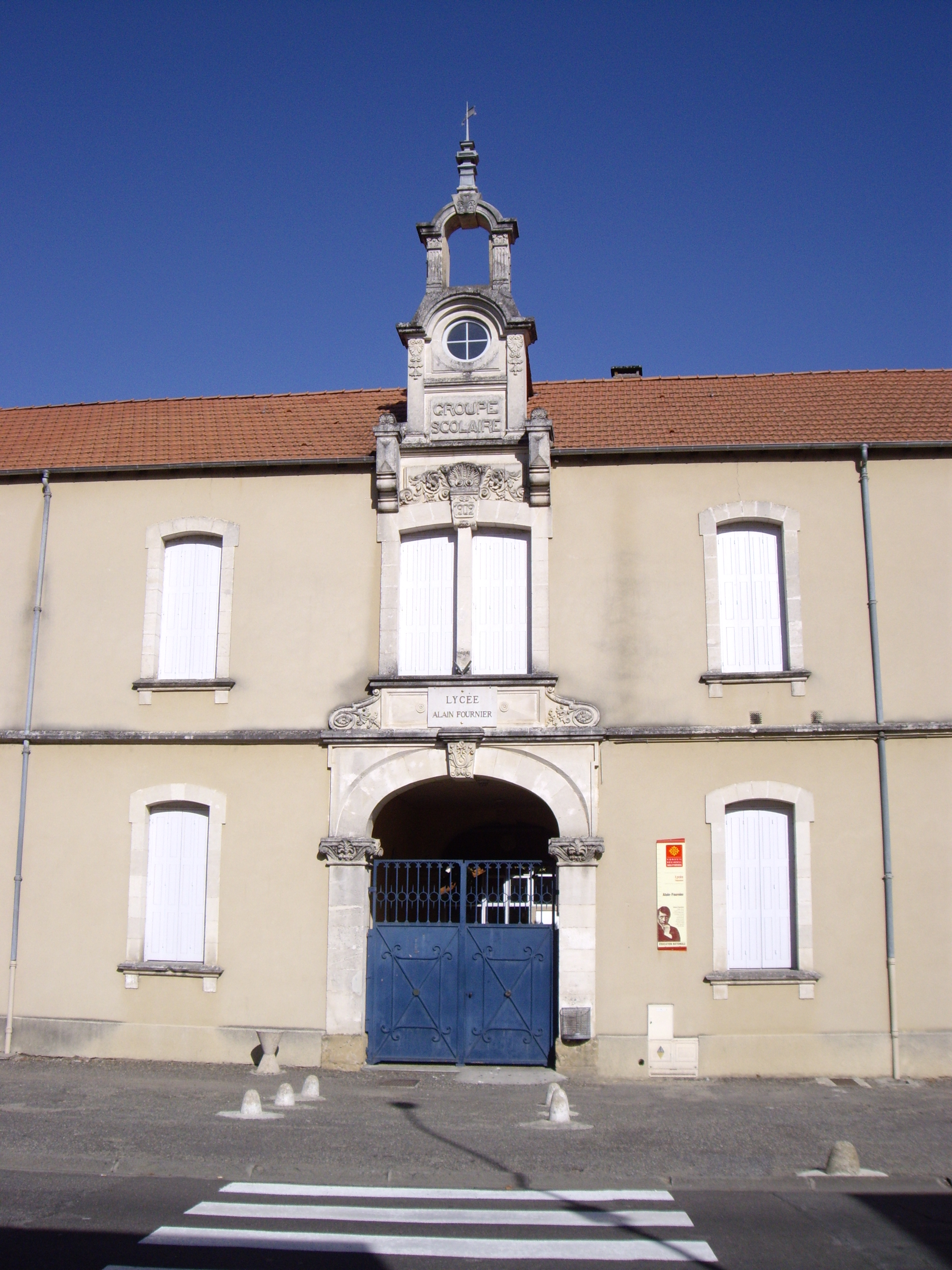
Lycée Alain Fournier
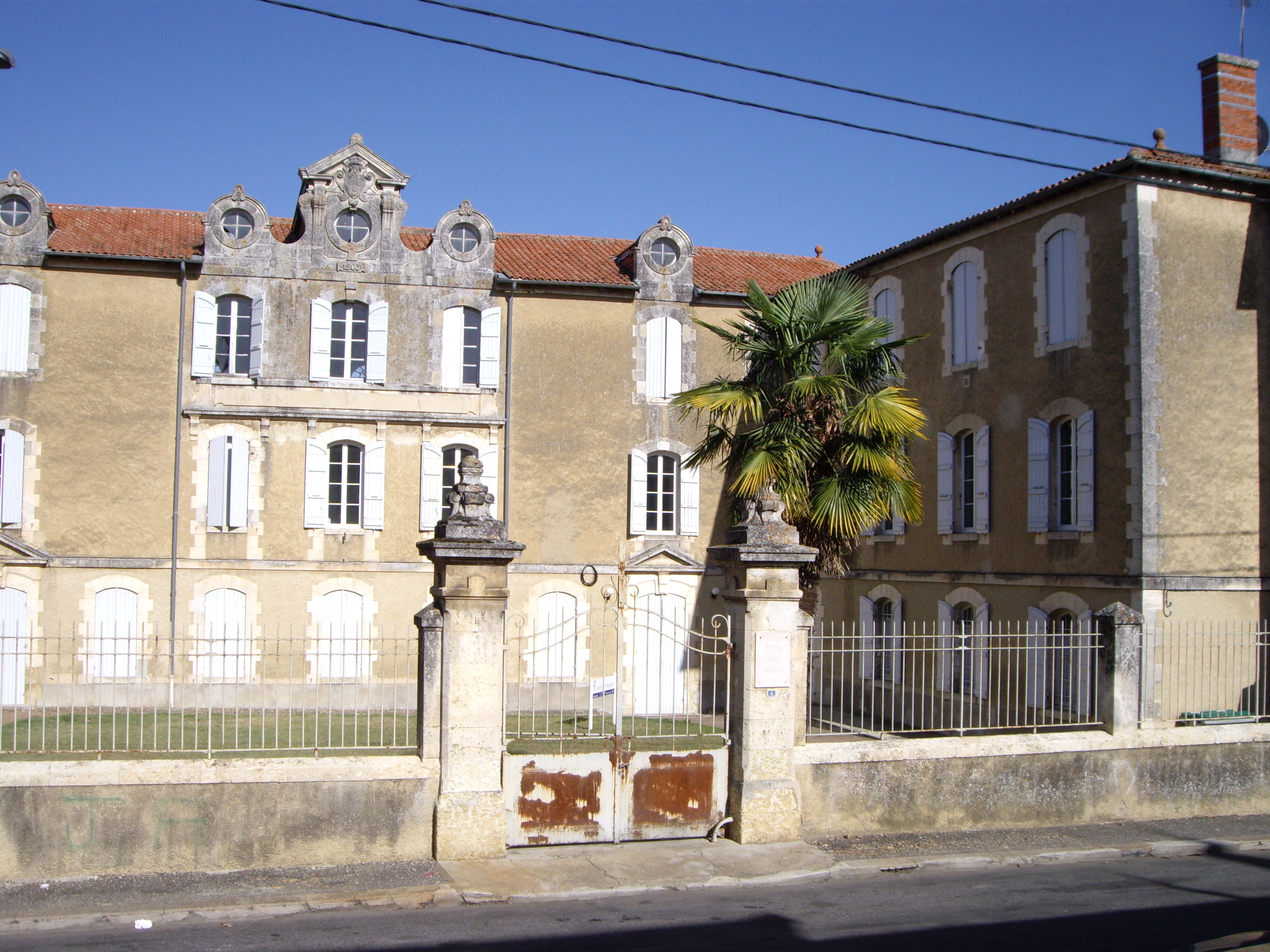
Hôtel des Impôts

Constructions seigneuriales
On peut voir à Mirande quelques vestiges des anciennes fortifications ainsi que la tour du Bourreau qui aurait été un lieu d'exécutions.
À l'image de l'abbé qui en centre-ville avait doté sa maison d'une tour aujourd'hui dénommée tour de l'Horloge, le comte d'Astarac Bernard IV et son fils Centulle III établirent en ville une résidence au XIVe siècle dont la tour de Rohan est le donjon.
Ils ont alors également en périphérie un château dont les vestiges remonteraient au XIIe siècle.

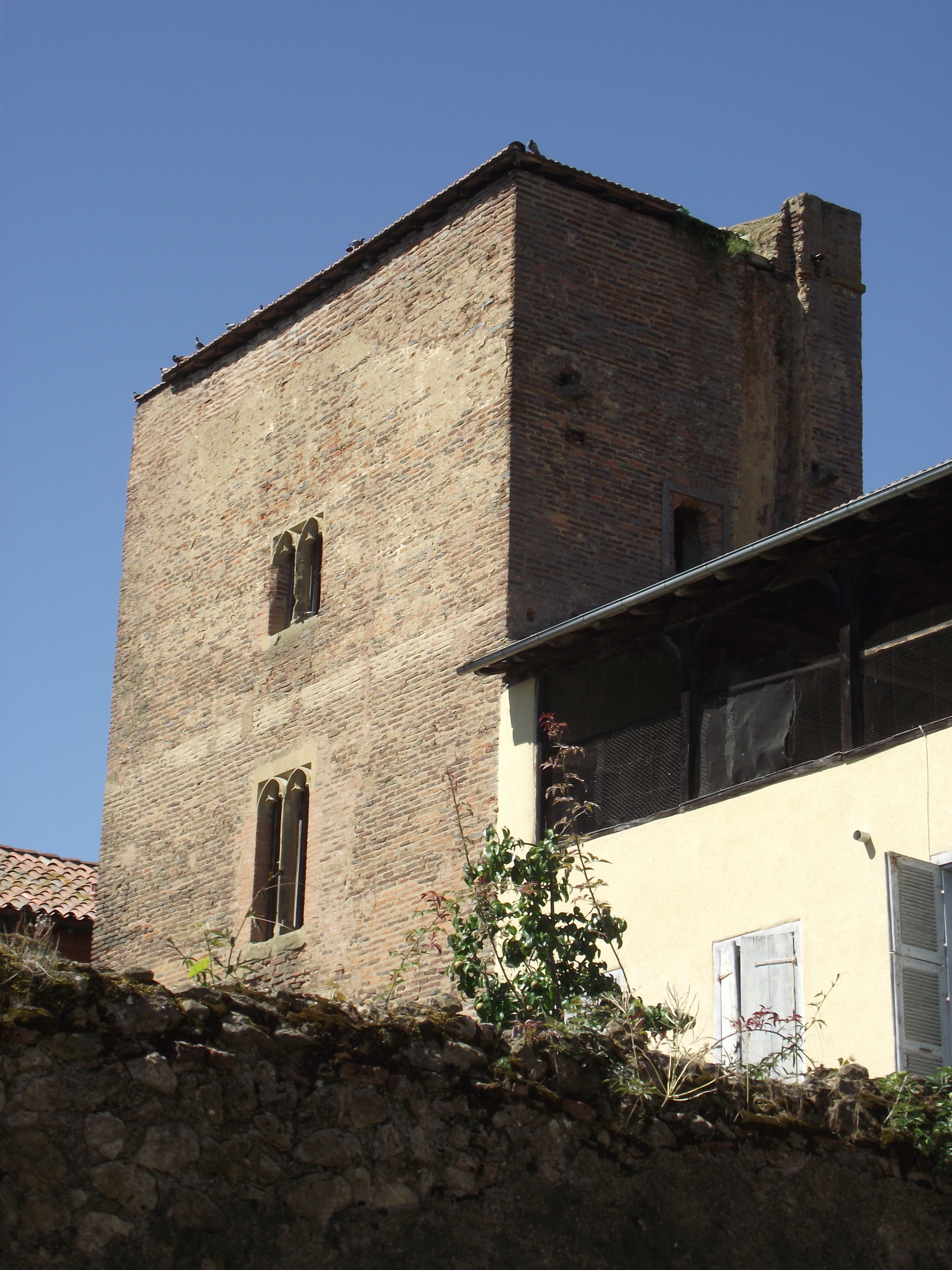
Tour de Rohan
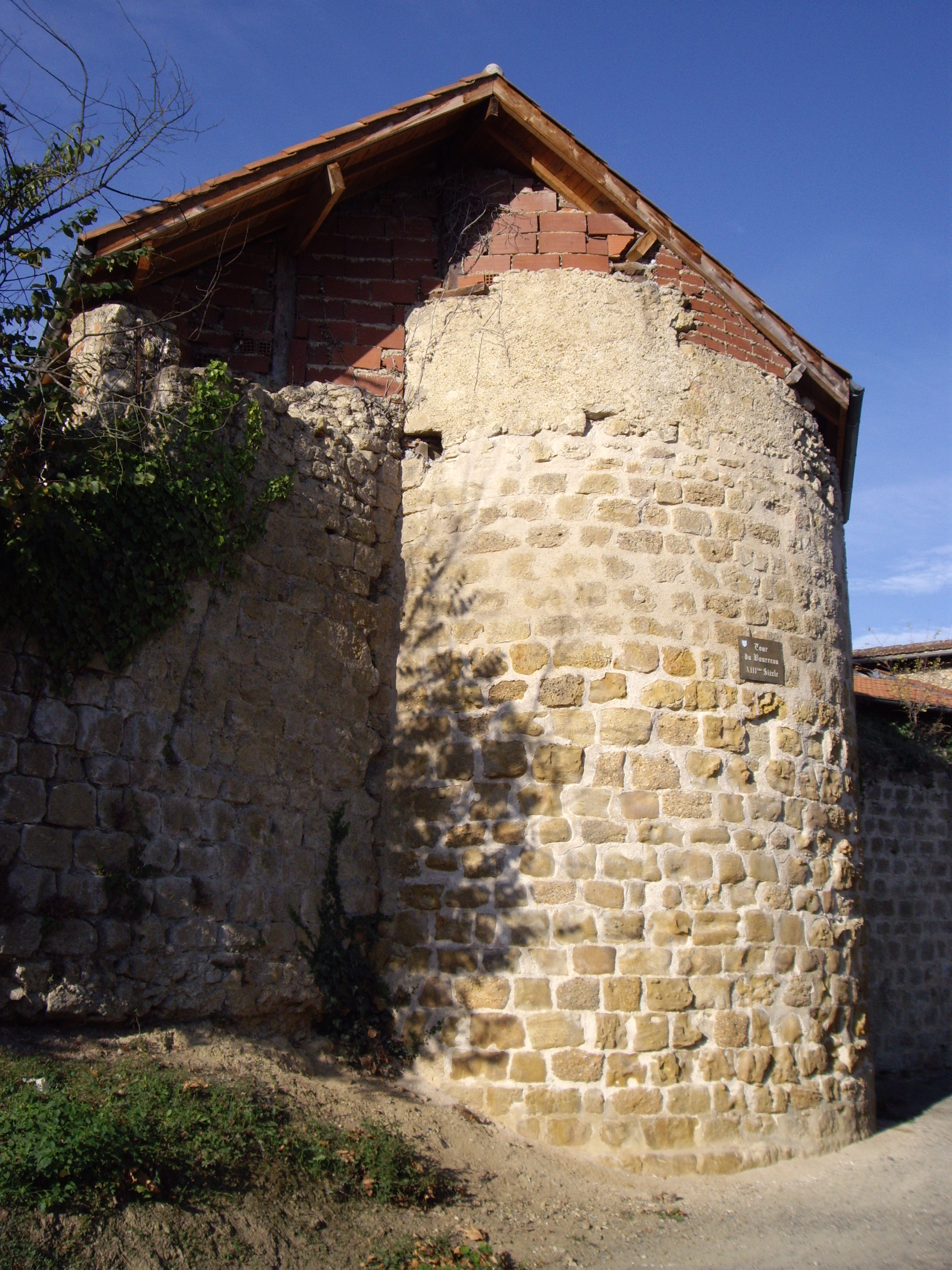
Tour du Bourreau
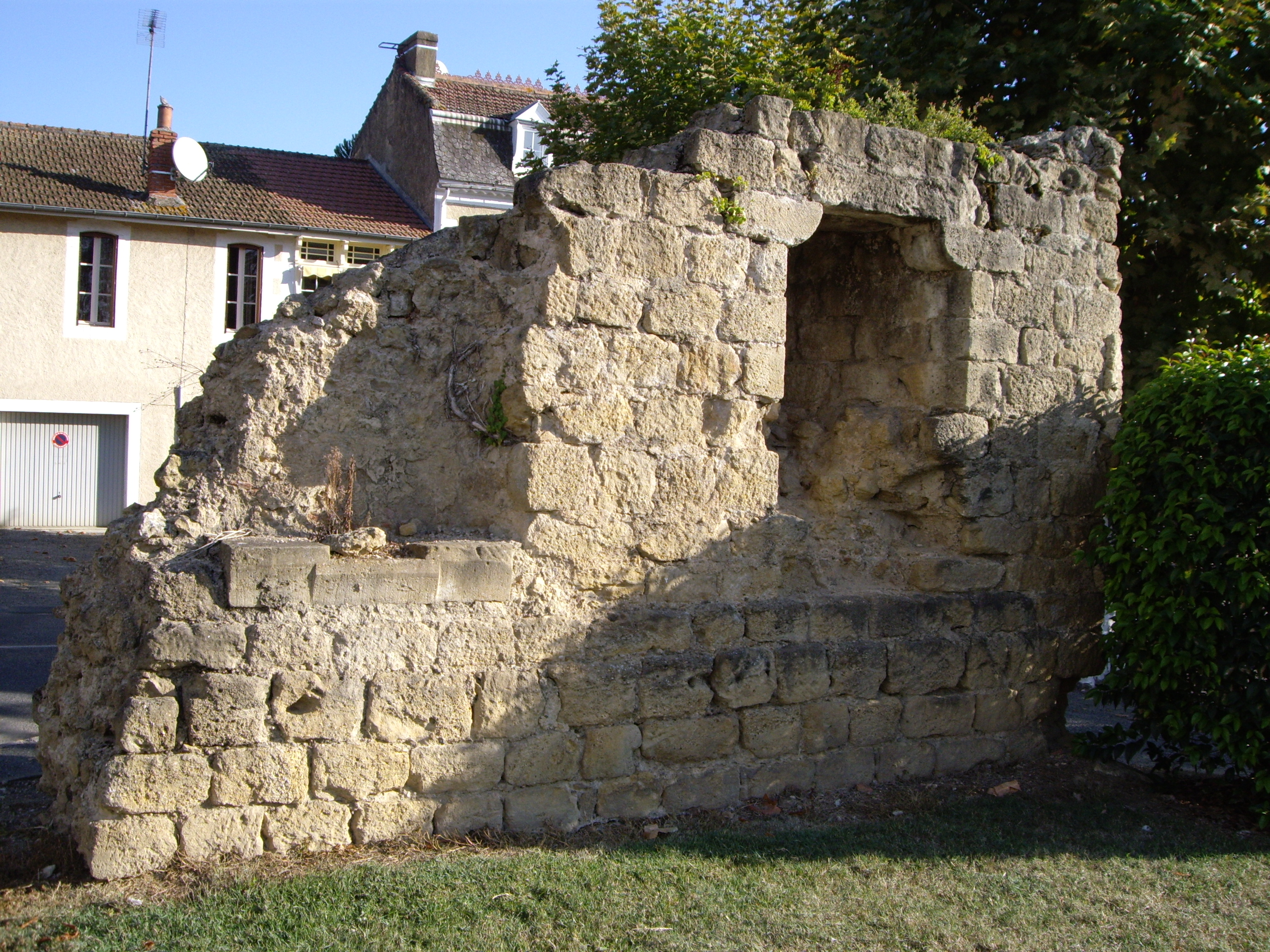
Vestige des remparts, place de la République

Demeures anciennes et places
Mirande compte de nombreuses maisons à colombages contemporaines de l'édification de la cathédrale mais également de belles demeures du XVIIIe siècle voisines de la place à arceaux. À l'image de la tour de l'Horloge qui surplombe le Café Glacier, les époques s'entremêlent ainsi autour du kiosque de la place d'Astarac.
Près de la caserne des Gardes, une plaque rappelle qu'Alain-Fournier, l'auteur du Grand Meaulnes, logea ici.
Les verdoyantes allées Charles-de-Gaulle longent la RN 21 d'où sont ainsi visibles les monuments aux morts.

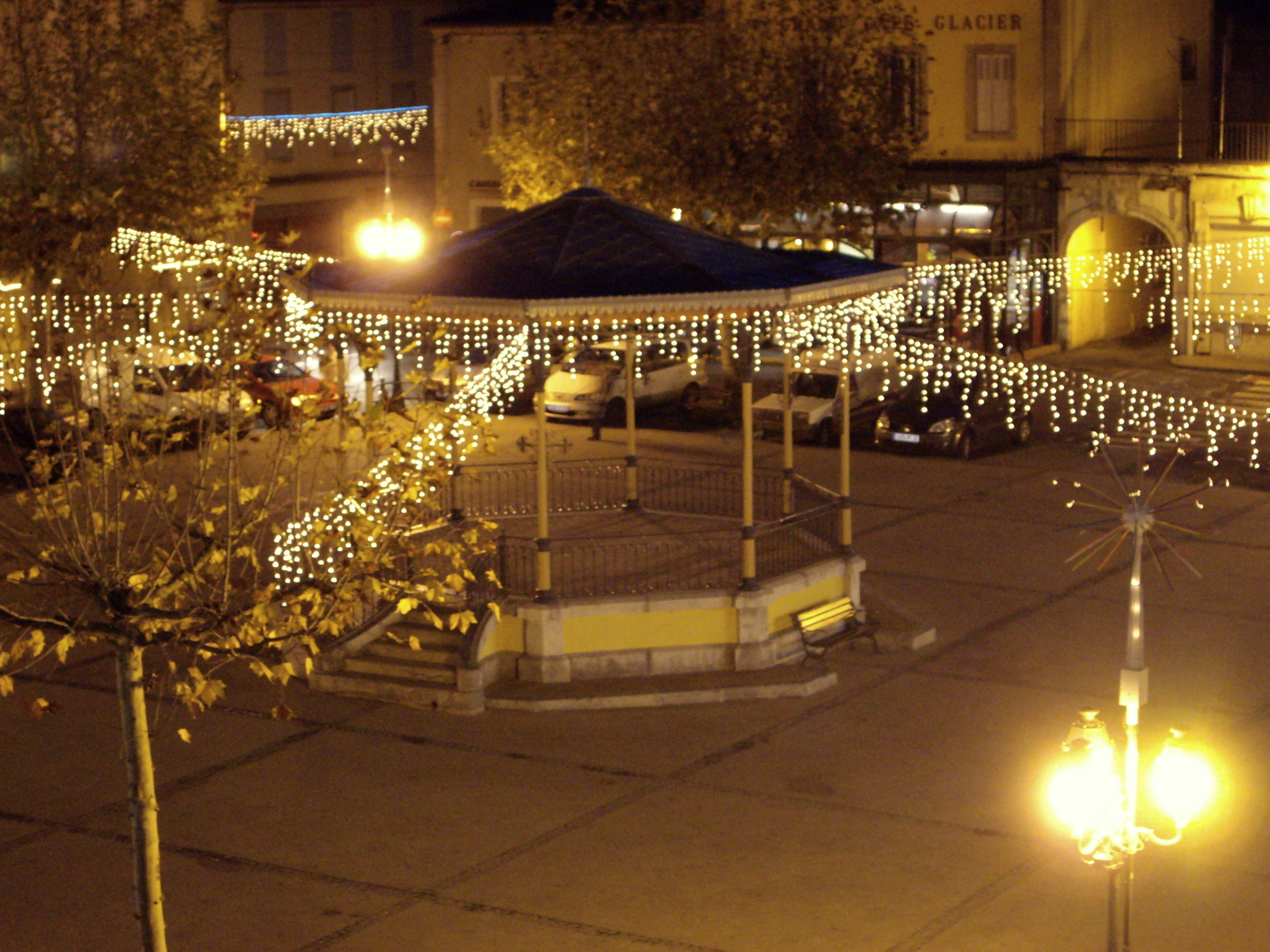
Place d'Astarac
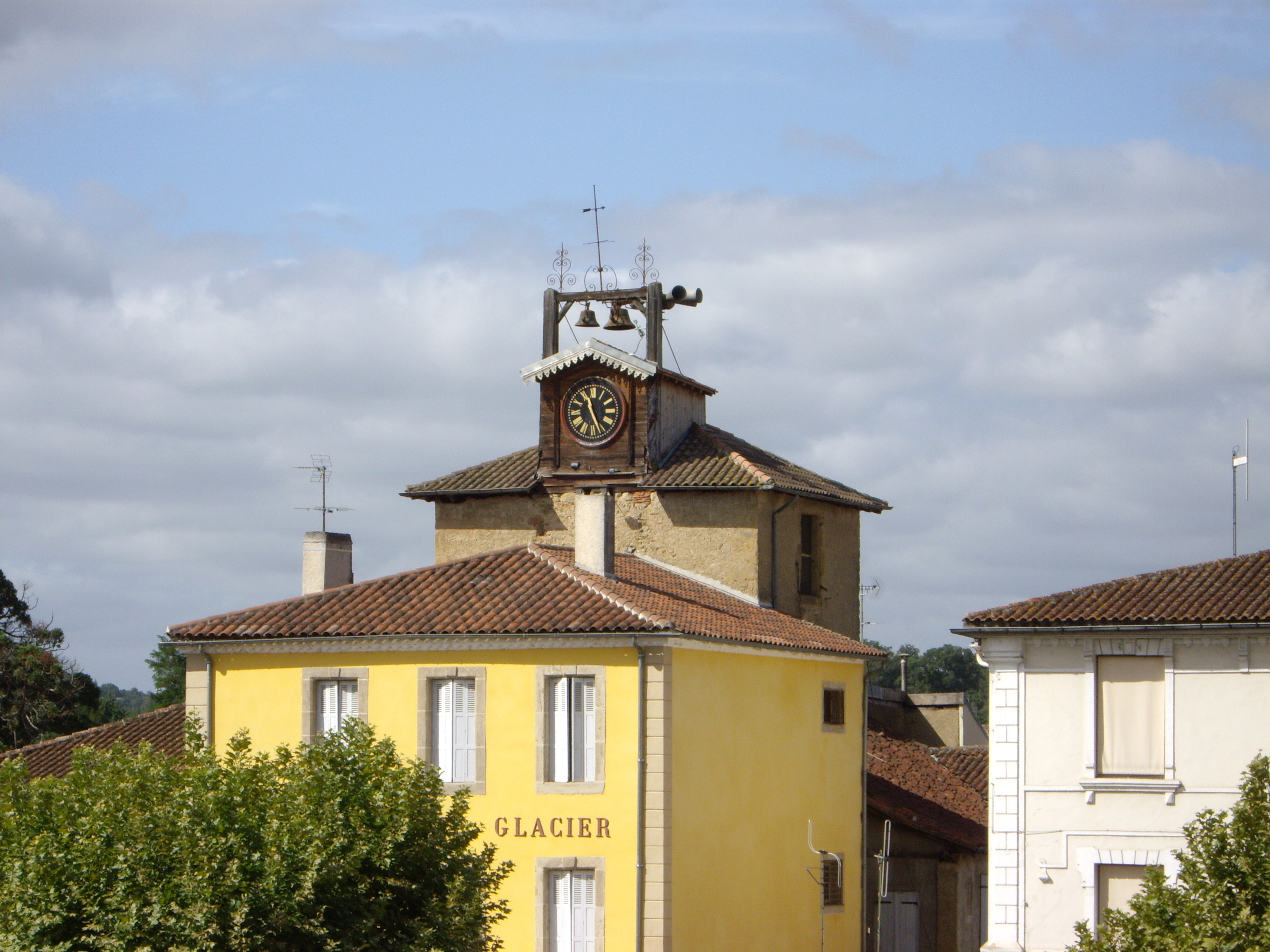
Tour de l'Horloge
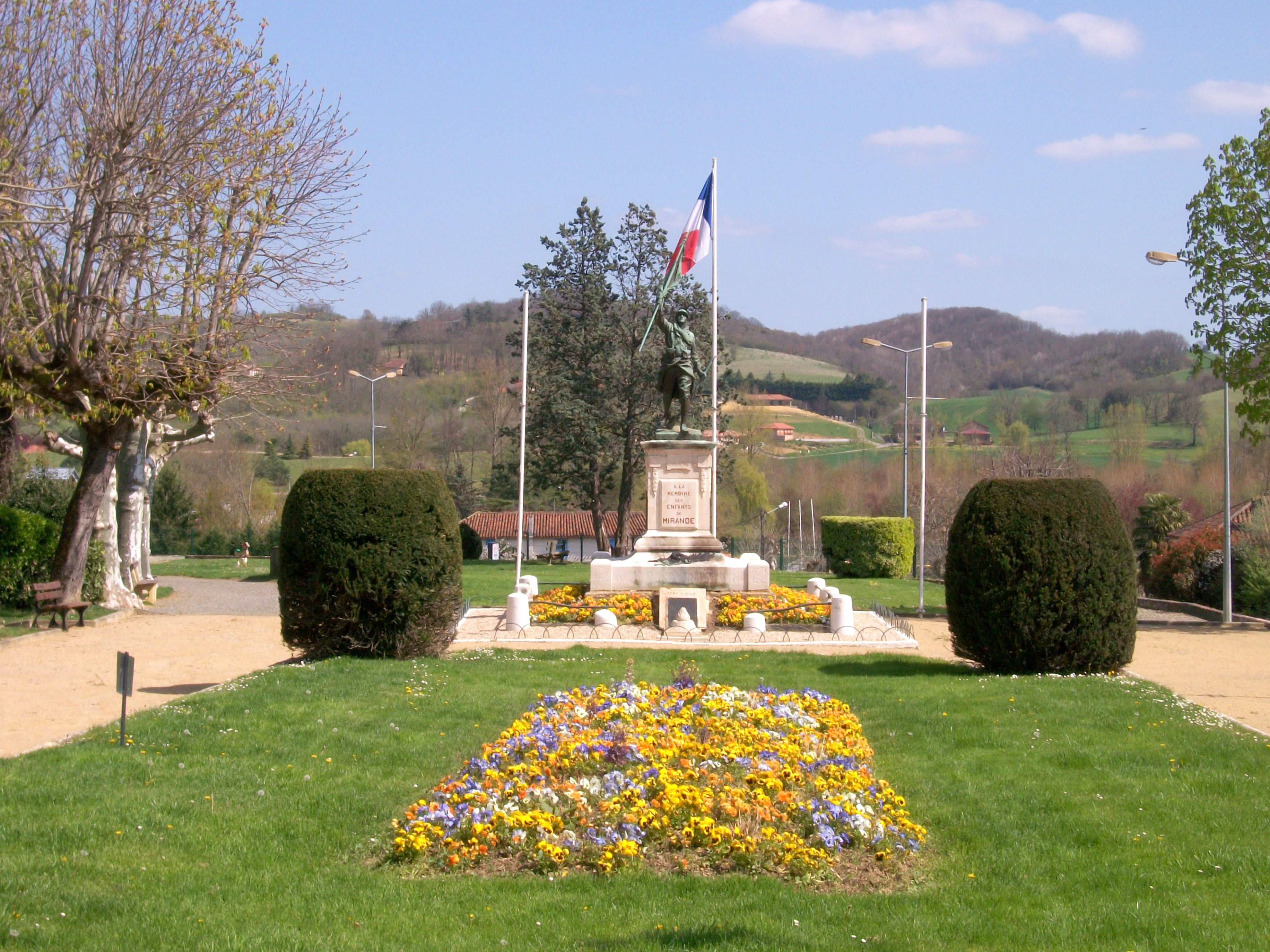
Allées Charles-de-Gaulle

Édifices religieux
L'ancienne cathédrale Notre-Dame, devenue depuis l'église Sainte-Marie, de style gothique méridional, surplombe la ville. L'église, dont la construction est due à l'abbé de Berdoues et au comte d'Astarac, remonte aux premières années du XVe siècle. Elle devint paroissiale et archiprêtré après la destruction de l'église de Saint-Jean de Lézian, au XVIe siècle.
En 1410, le pape l'avait désignée pour siège de l'évêché qu'il fondait au bénéfice de l'abbaye de Berdoues. Trois ans après la bulle d'érection fut révoquée, mais l'évêché éphémère de Mirande valut à son église un titre de cathédrale qui lui sied bien. L'édifice, imposant, enjambe la route par un étonnant porche jouxtant le clocher, lequel supporte des clochetons. Il se signale aussi par ses stalles, ainsi que par un autel provenant de l'abbaye de Berdoues, un beau vitrail du XVe siècle attribué au maître verrier Arnaud de Moles, auteur des vitraux de la Cathédrale d'Auch, et le chemin de croix du peintre Louis Boulanger (XIXe siècle). L'église possède des orgues construits à l'initiative de l'abbé Bartherote, curé de Mirande, à partir de 1860 et achevés en 1866. L'église est classée au titre objet des monuments historiques depuis 1921.
- L'hôpital Saint-Jacques, ancienne maison de charité, se résume aujourd'hui à son dernier vestige : une porte ogivale surmontée d'une statuette.
- En dehors du centre-ville, trois autres églises desservent les divers quartiers soit celle de Valantées, celle d'Artigues et celle de Mazerettes.
- Chapelle du cimetière du Parc d'Artigues.

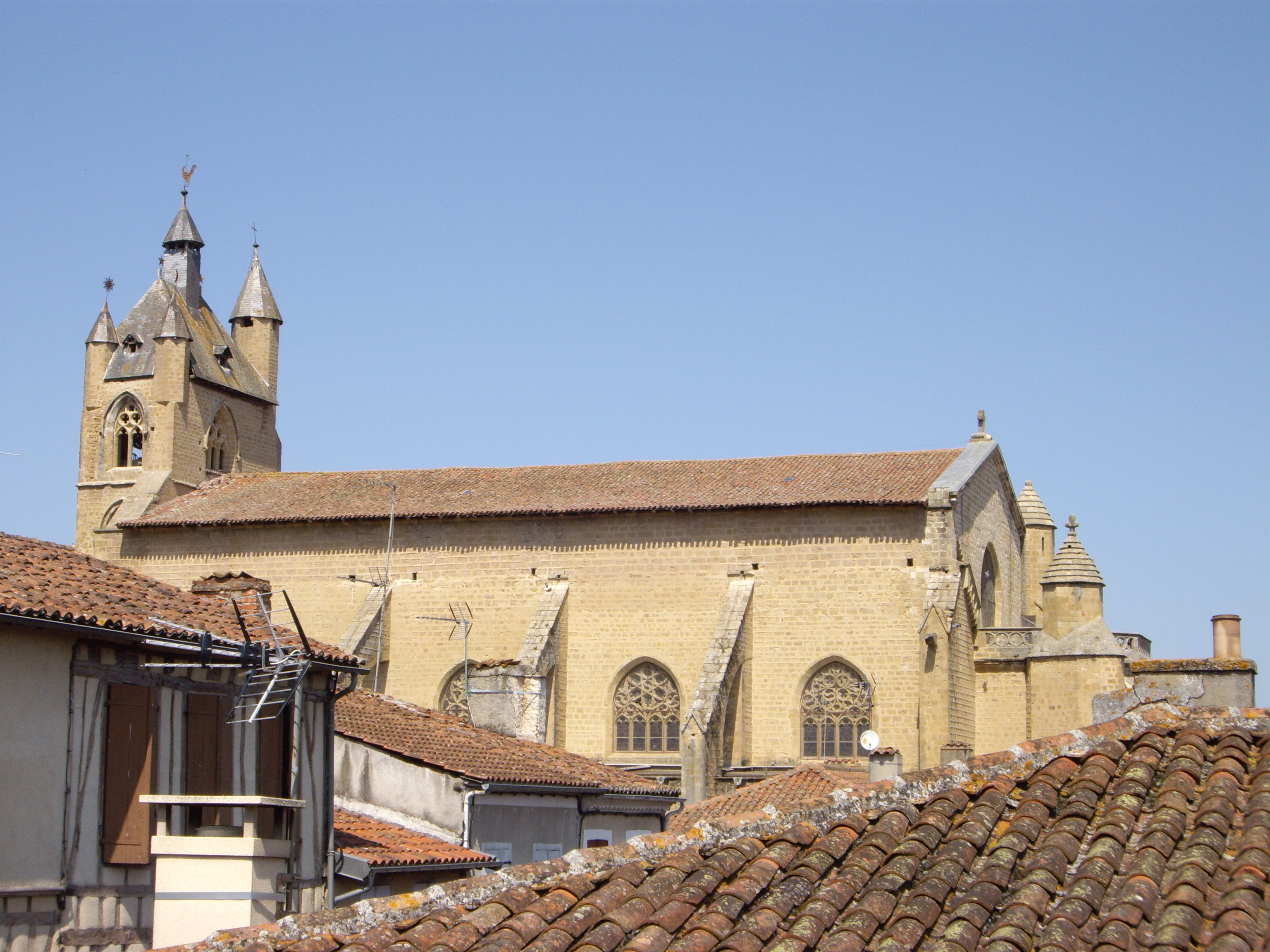
Cathédrale
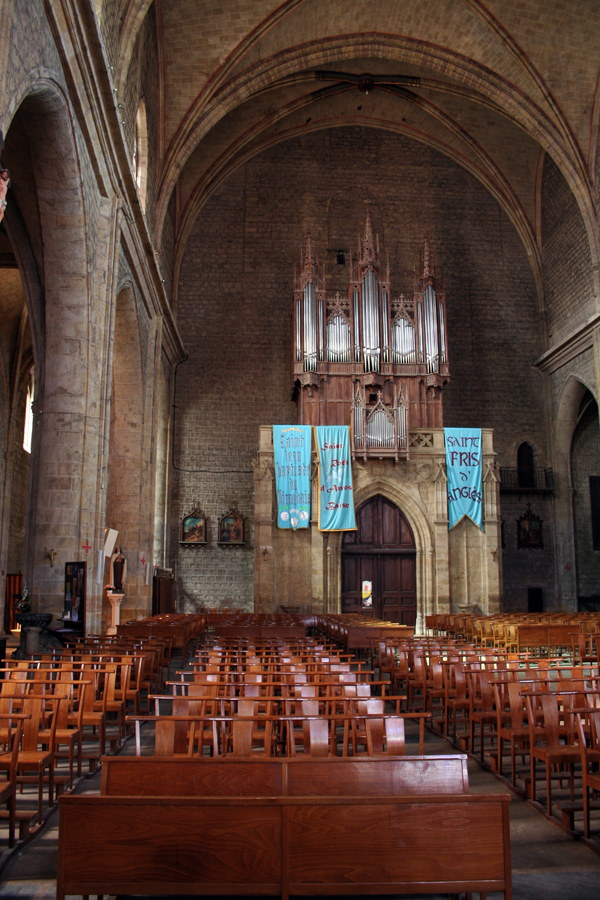
Intérieur de la cathédrale
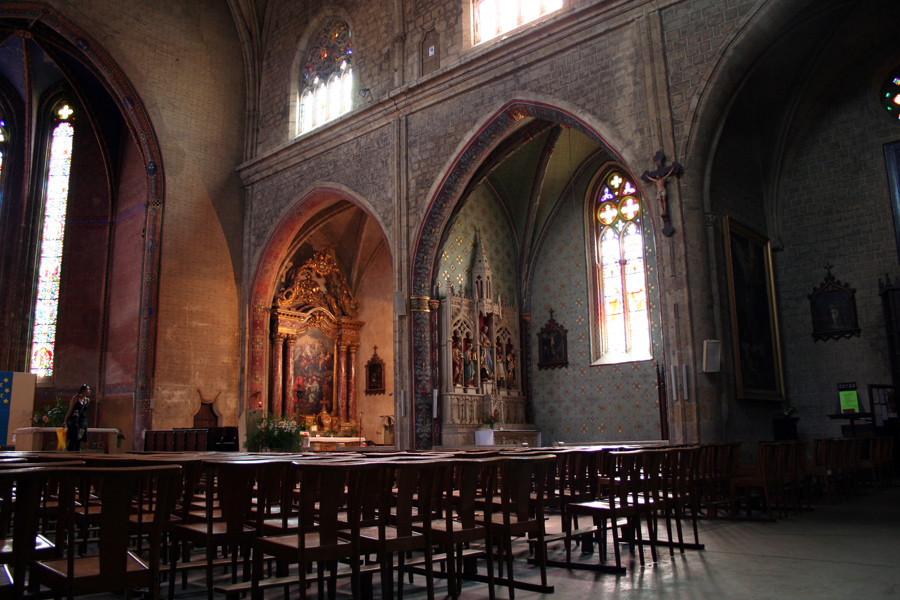
Intérieur de la cathédrale

### Équipements culturels

#### Le musée des Beaux-Arts et Arts Décoratifs
Le musée des Beaux-Arts et Arts Décoratifs de Mirande abrite notamment une intéressante collection de peintures flamandes, italiennes et française s'échelonnant du XIVe au XXe siècle ainsi qu'un échantillonnage de poteries antiques, un riche ensemble de faïences et porcelaines.. Il réunit également de touchantes encres d'inspiration médiévale exécutées au front par Gervais Cuzes, combattant de la Grande Guerre mort dans ce conflit à seulement 23 ans. L'établissement s'est installé dans ses locaux actuels en 1983 mais, il est en fait né de la volonté, exprimée par un testament en 1832, de Joseph Delort, notable d'origine mirandaise amateur d'art ayant réussi une brillante carrière administrative à Paris.

#### Le cinéma
Le Cinéma Astarac jouxte les allées Charles-de-Gaulle.

#### La médiathèque Le Colisée
La médiathèque Le Colisée se situe sur la Place Fessenheim-Rustenhart. Depuis 2012, un salon du livre jeunesse est organisé en collaboration avec l'Association du Renouveau de la Bastide.

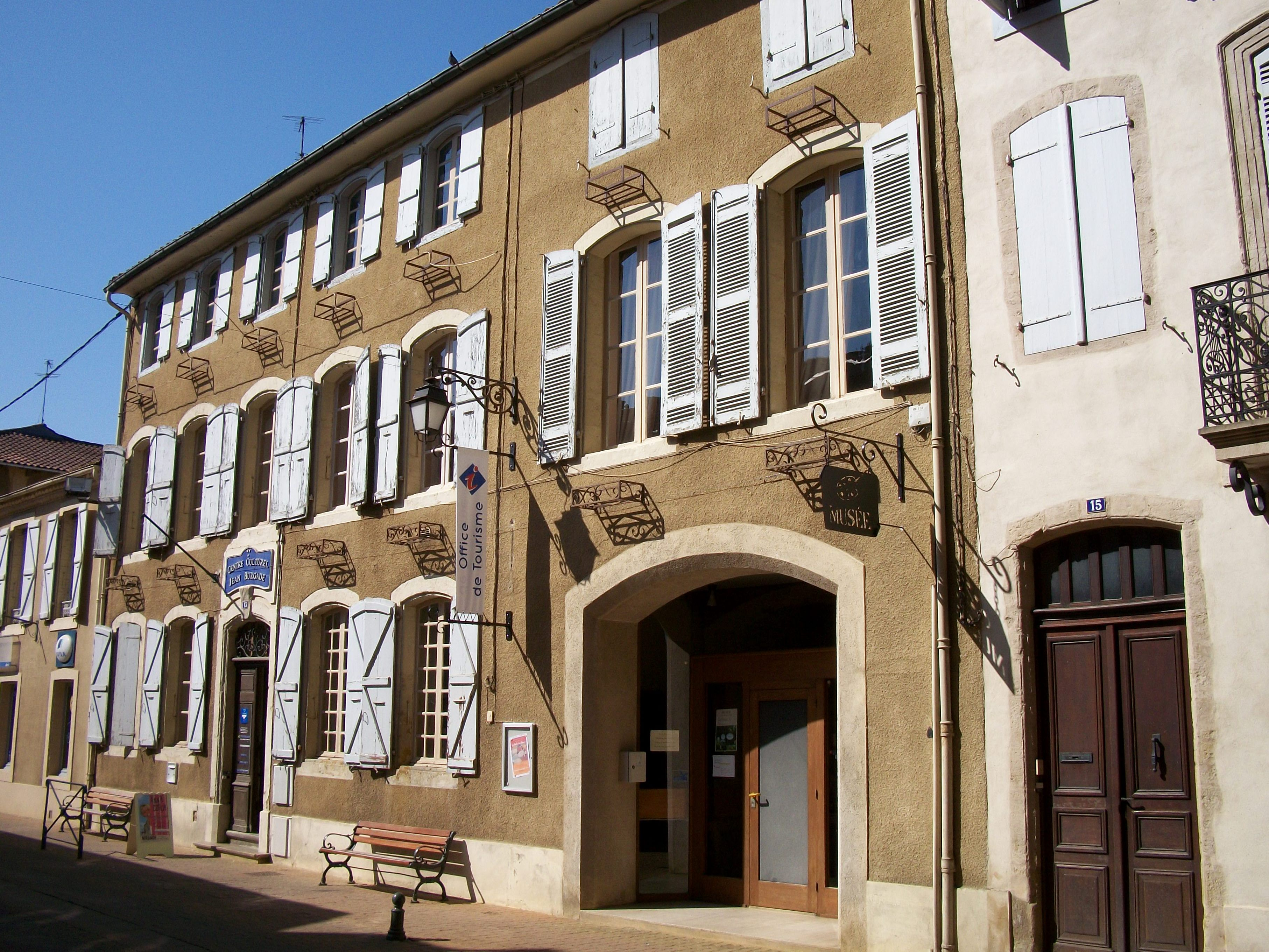
Musée des Beaux-Arts et Arts Décoratifs et office du Tourisme
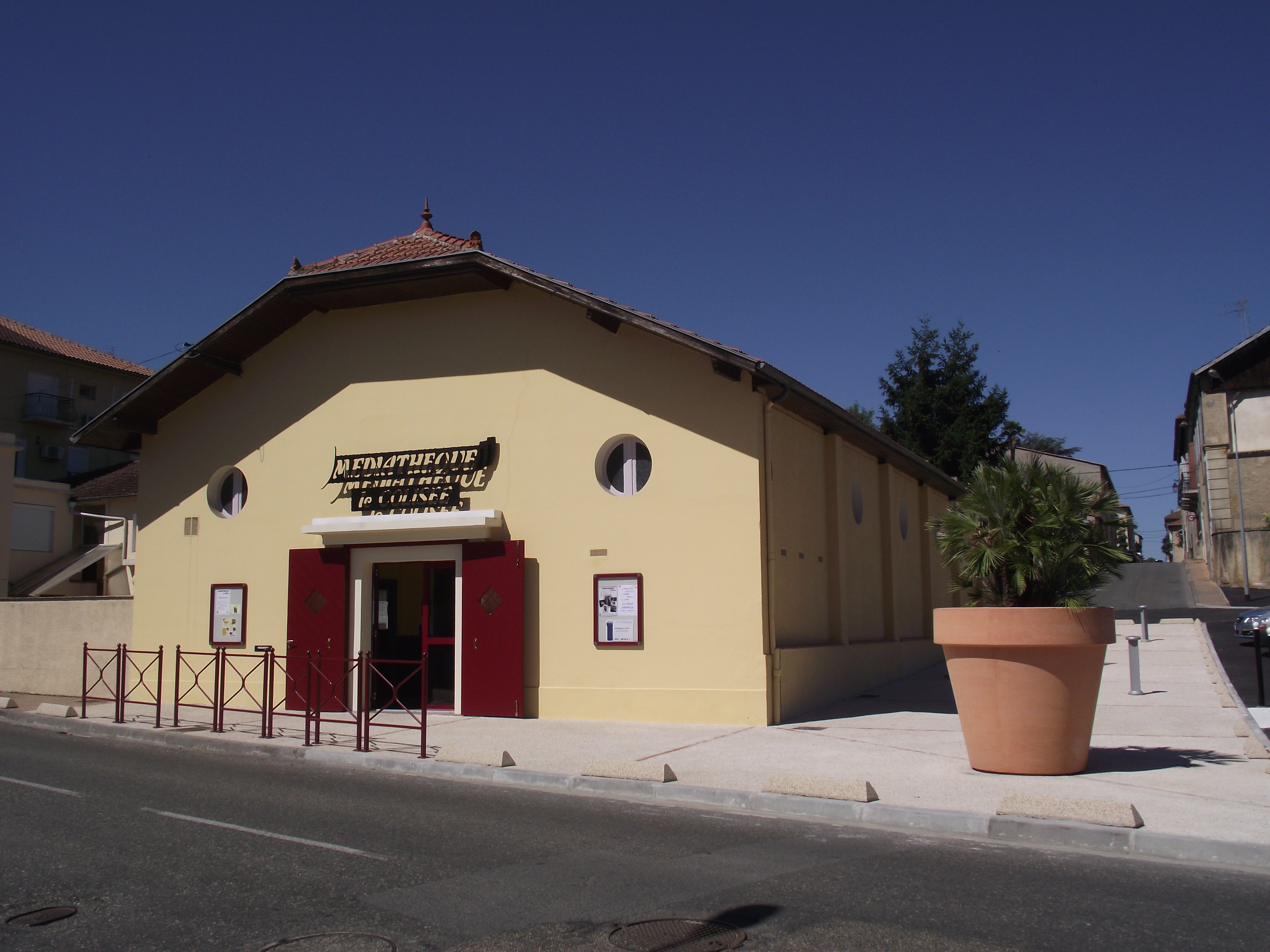
Médiathèque Le Colisée
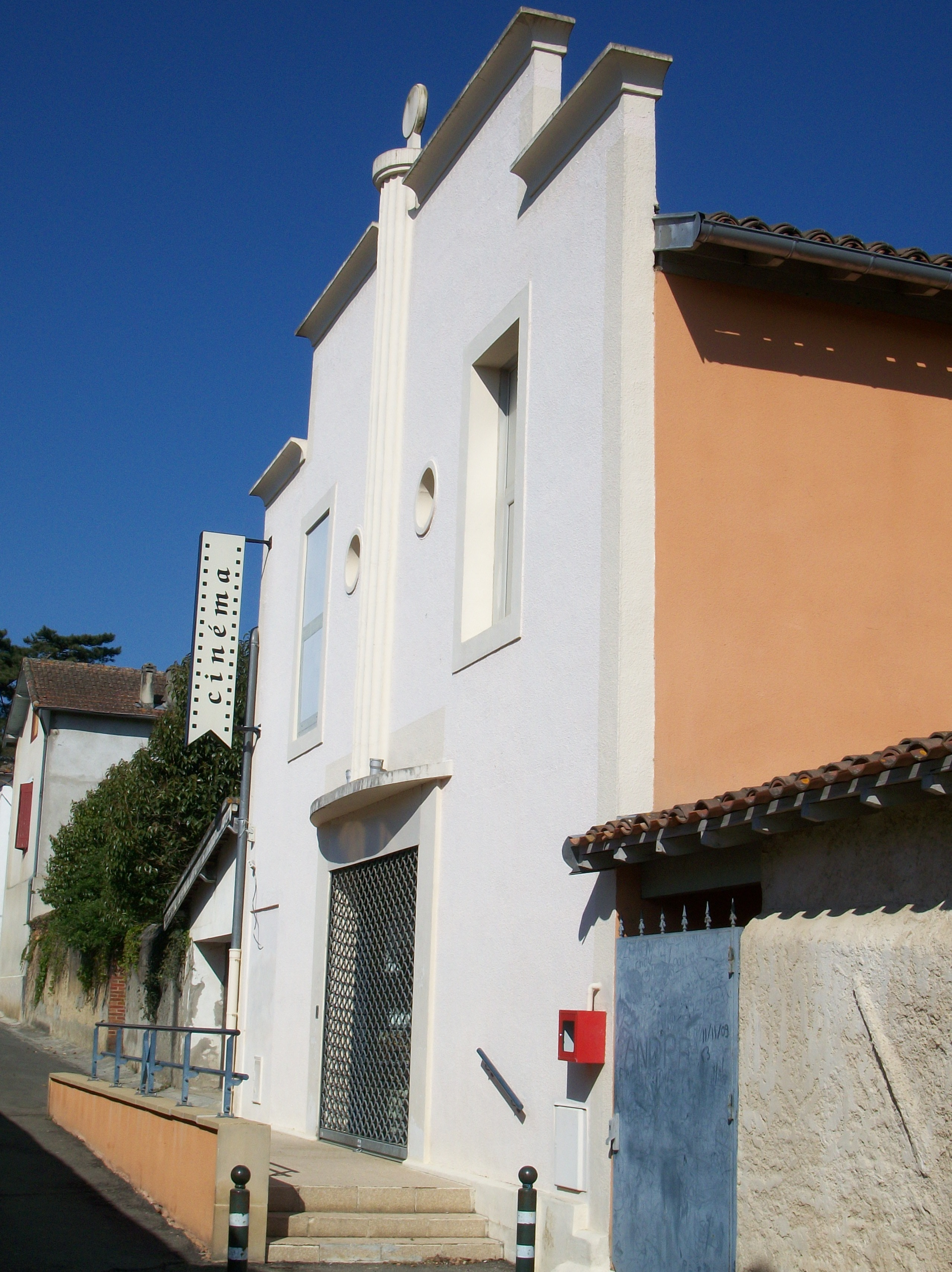
Cinéma Astarac

### Équipements voués au loisir et au sport
Mirande est doté d'un domaine aqualudique en plein air dénommé Ludina. Il jouxte la base de loisir du Batardeau, espace verdoyant équipé de parcours sportifs terrestre et aquatique disposés au gré de la Baïse, du lac et de leurs pourtours. Une partie de ce lieu a été aménagée en camping ***.
Les allées Charles-de-Gaulle abritent un terrain de pétanque.
Plusieurs espaces de jeu destinés aux enfants sont éparpillés dans la ville dont au cœur de la base de loisir du Batardeau, des allées Charles-de-Gaulle et du square de la mairie.
Des terrains de rugby ou football et un fronton de pelote basque se situent au sein du complexe sportif centré sur le stade.

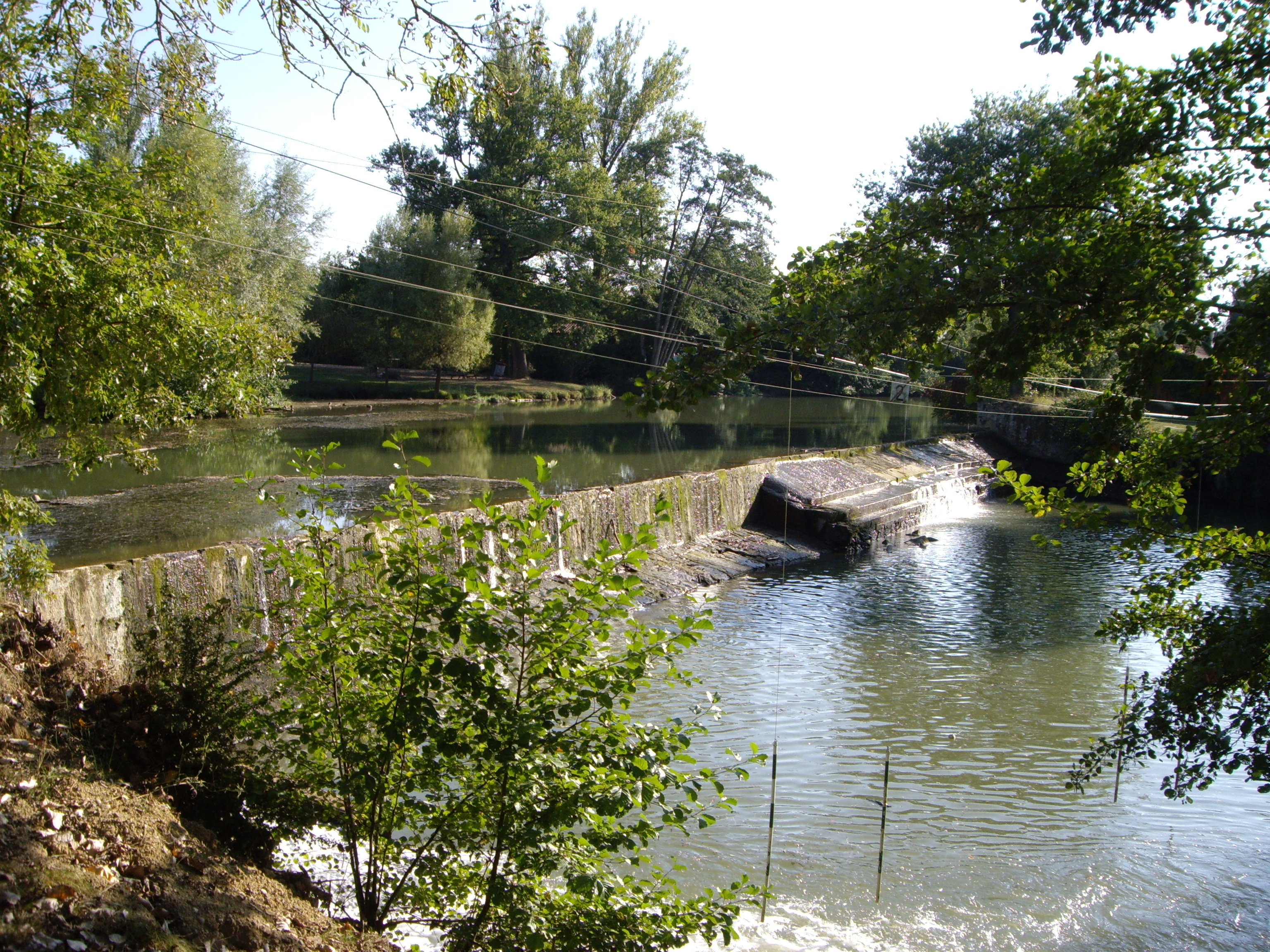
Barrage du Batardeau
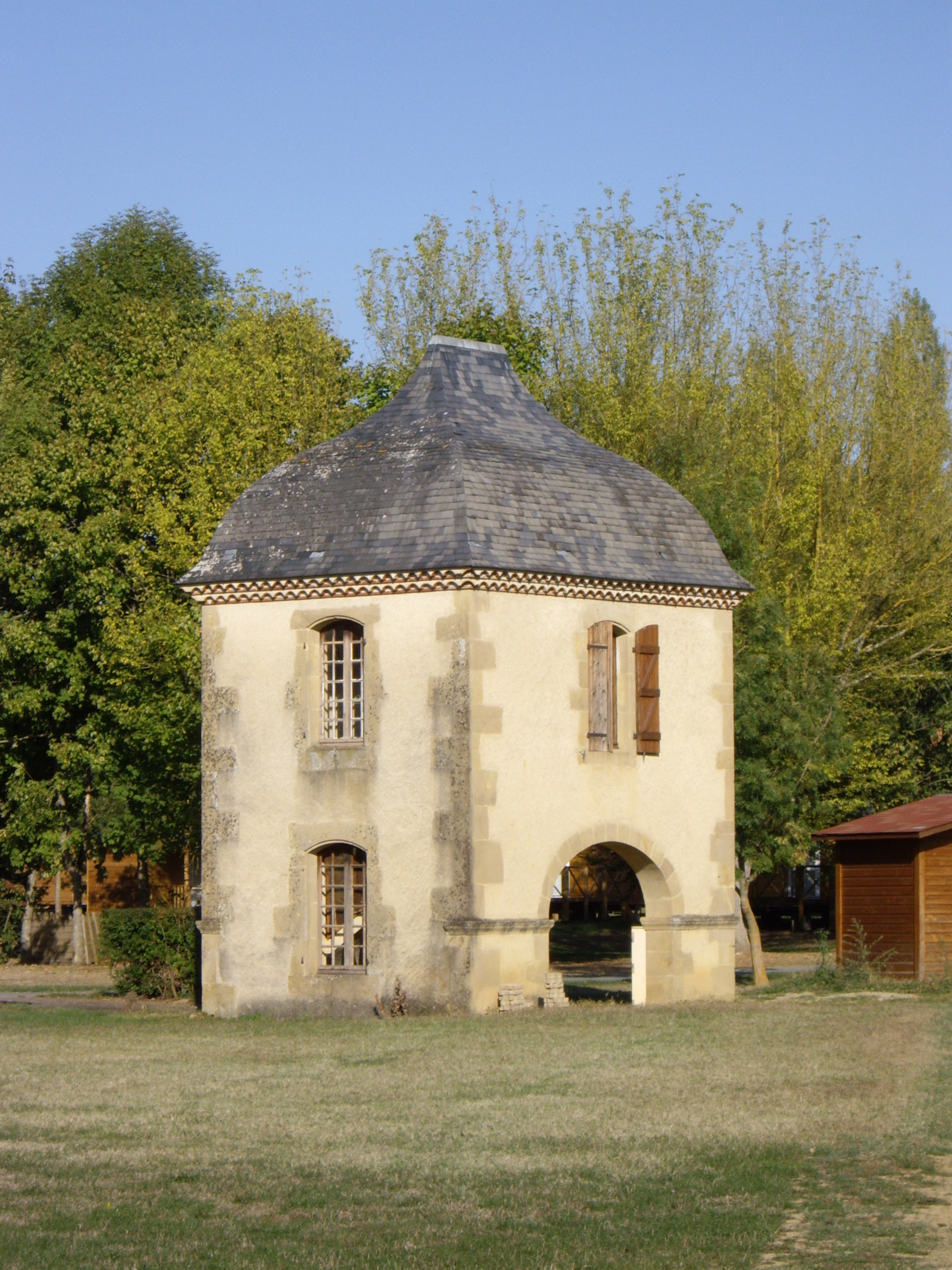
Pigeonnier de la base de loisir du Batardeau
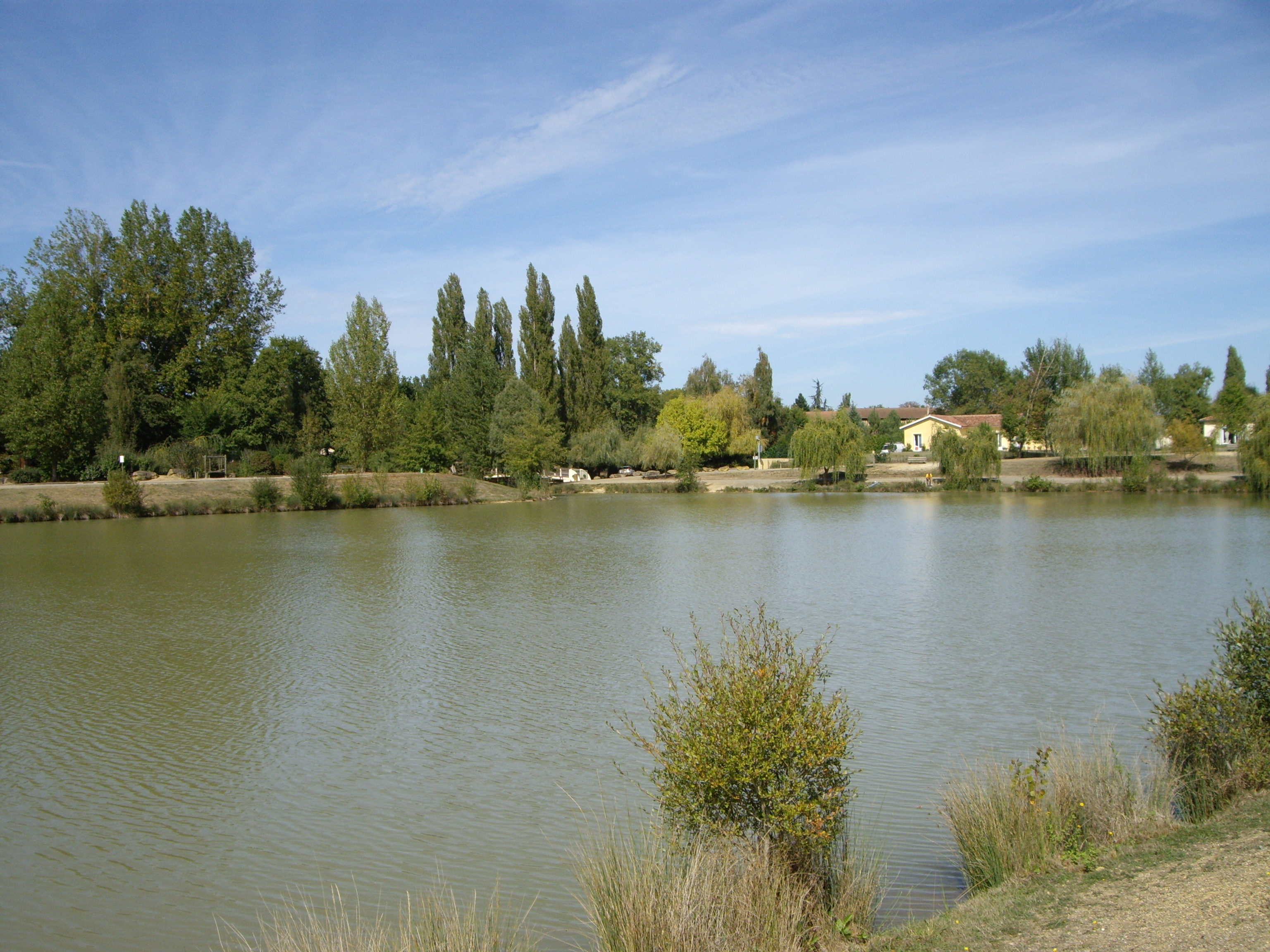
Lac

### Personnalités liées à la commune
- Bernard IV d'Astarac
- Jean-Marie Cazauran, historien et religieux mort à Mirande en 1910 ;
- François-Frédéric de Béon (1754-1802) : officier émigré, né à Mirande ;
- Jean-Marie Ducos (1758-1843) : homme politique mort à Mirande ;
- Jean-Marcel Souriguère de Saint-Marc (1763-1837) : auteur dramatique ;
- Justin Cénac-Moncaut, conseiller général du Gers pour le canton de Mirande ;
- Jean Bazillac (1859-1928) : pyrénéiste et alpiniste né à Mirande ;
- Alain-Fournier (1886-1914) : effectue une partie de son service militaire comme sous-lieutenant de réserve au 88e Régiment d'Infanterie à Mirande, qui deviendra son régiment d'attache au moment de partir à la guerre ;
- Henri Desqué (1910-1991) : instituteur, militant syndicaliste du SNI et socialiste au SFIO, il participe à la résistance et est fait prisonnier de 1940 à 1945. Il fut élève de l'école primaire supérieure de Mirande[56].
- André Fontanier (1910-1992) : instituteur syndicaliste au SNI et fervent supporter de la pédagogie Freinet (apprentissage par expérimentation), militant communiste au PCF, résistant des FFI et conseiller municipal de Montauban, a étudié à Mirande[57].
- Robert Alart (1921-2019) : Historien spécialisé dans la métallurgie. Résistant dans les maquis du Massif central et déporté à Buchenwald en 1944 puis à Bergen-Belsen. Professeur d'histoire syndicaliste (SNES) et communiste. Il enseigne au collège de Mirande à partir de 1945 et devient secrétaire de la section PCF de Mirande[58].
- Jean Cabannes (1925-2020) : membre du Conseil constitutionnel, 1er avocat général de la Cour de Cassation, Grand-croix de la Légion d'honneur ;
- Bernadette Suau (1942-2013), archiviste née à Mirande ;
- Pierre-Henry Broncan (1944-) : entraîneur de rugby[59] ;
- André Viard (1955-) : matador né à Mirande ;
- Martine Campi (1962-) : joueuse de basket-ball née à Mirande ;
- Jean-Xavier de Lestrade (1963-) : cinéaste né à Mirande ;
- Thierry Vincent de Lestrade (1963-) : cinéaste né à Mirande ;
- Benjamin Psaume (1985-) : footballeur ayant grandi à Mirande[60] ;
- Laylow (1993-) : rappeur, a étudié au lycée à Mirande

### Héraldique
| Blason | Blasonnement : D'azur aux trois miroirs d'argent cerclés d'or. |

## Pour approfondir